# Cognin-les-Gorges
Ne doit pas être confondu avec Cognin.
Cognin-les-Gorges est une commune française située dans le département de l'Isère en région Auvergne-Rhône-Alpes. Elle fait partie de la communauté de communes de Saint-Marcellin Vercors Isère Communauté.
Le vieux village et son église du XIIe siècle sont classés à l'inventaire des bâtiments de France depuis 1947. Le vieux séchoir du XVIIIe siècle, situé à la Tour est classé Monument historique depuis 1994. Il est le plus vieux séchoir d’Isère connu à ce jour.
Ses habitants sont dénommés les Cognards.

## Géographie

### Situation et description

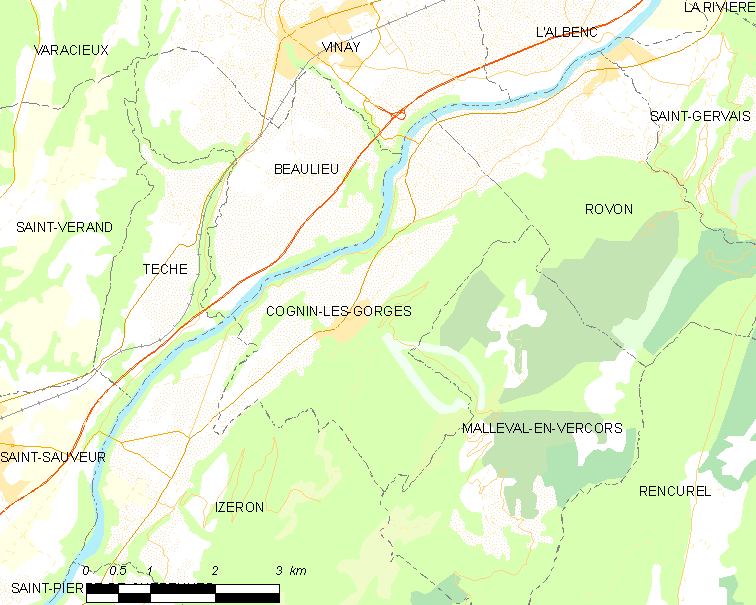
Plan du territoire de Cognin-les-Gorges

#### Situation
Le territoire communal est situé dans le sud-est de la France, et plus précisément dans la basse vallée de l'Isère à 9 km de Saint-Marcellin, siège de la communauté de communes à laquelle adhère la commune de Cognin-les-Gorges et dans le canton du Sud Grésivaudan, lui-même situé dans l'arrondissement de Grenoble.
Celle-ci est également située —par la route— à 44 km de Grenoble, chef-lieu du département de l'Isère et 116 km, de Lyon, chef-lieu de la région Auvergne-Rhône-Alpes, ainsi qu'à 273 km de Marseille et 562 km de Paris.

#### Description
Le bourg ancien s'est édifié en grande partie en bordure de la route qui relie Grenoble à Valence, sur une terrasse naturelle, de nature alluvionnaire, à environ 270 mètres d'altitude entre le cours de l'Isère qui forme la vallée du Sud Grésivaudan, et les falaises occidentales du massif du Vercors qui culminent à plus de 1 000 mètres d'altitude.
Blotti au pied de ces falaises qui le domine à l'est, le village est un point d'accès obligatoire pour emprunter la route touristique des gorges du Nan, principal site naturel de la commune, qui mène à la forêt domaniale des Coulmes. Le Nan est un torrent dont les eaux très rapides sont encore utilisées pour générer de l'électricité, une partie de cette énergie produite étant utilisée pour illuminer le sentier des gorges la nuit à des fins touristiques mais, uniquement en été.
La partie la plus basse de la commune abrite de grande noyeraies, la noix étant une spécialité agricole de la région et distribuée sous l'appellation de « noix de Grenoble ».
La commune appartient à la neuvième circonscription du département de l'Isère et elle a adhéré à la charte du parc naturel régional du Vercors.

### Géologie
Positionné la basse vallée de l'Isère, le territoire de Cognin-les-Gorges est dominé par une lourde échine composée de buttes boisées, telles que celle de la Bouisse dont l'altitude est de 1 011 mètres, situées au nord-est, et celle de La Condamine, située plus au sud à la limite de la commune voisine d'Izeron.
Cette échine calcaire, exclusivement formée de calcaire urgonien est un mont de type jurassien correspondant au pli le plus occidental du massif du Vercors, formant ainsi « l'anticlinal du Nant (ou du Nan) », du nom du torrent que le traverse. Les eaux du torrent coupe en deux la voûte de l'anticlinal afin de pouvoir rejoindre l'Isère dans la plaine. Le côté occidental de l'anticlinal du Nan est facturé par une cassure extensive, la faille de Montchardon, ce qui surhausse la partie la plus basse de ce flanc du pli anticlinal. Le côté oriental voit la carapace urgonienne de l'anticlinal du Nan s'enfoncer, par chevauchement, sous les calcaires du Fontanil depuis l'anticlinal des Coulmes.

### Climat
Pour des articles plus généraux, voir Climat d'Auvergne-Rhône-Alpes et Climat de l'Isère.
En 2010, le climat de la commune est de type climat des marges montargnardes, selon une étude du Centre national de la recherche scientifique s'appuyant sur une série de données couvrant la période 1971-2000. En 2020, Météo-France publie une typologie des climats de la France métropolitaine dans laquelle la commune est exposée à un climat de montagne ou de marges de montagne et est dans la région climatique Alpes du nord, caractérisée par une pluviométrie annuelle de 1 200 à 1 500 mm, irrégulièrement répartie en été.
Pour la période 1971-2000, la température annuelle moyenne est de 11,8 °C, avec une amplitude thermique annuelle de 18,6 °C. Le cumul annuel moyen de précipitations est de 1 294 mm, avec 10 jours de précipitations en janvier et 7,2 jours en juillet. Pour la période 1991-2020, la température moyenne annuelle observée sur la station météorologique de Météo-France la plus proche, « Chatte_sapc », sur la commune de Chatte à 10 km à vol d'oiseau, est de 12,0 °C et le cumul annuel moyen de précipitations est de 967,8 mm,. Pour l'avenir, les paramètres climatiques de la commune estimés pour 2050 selon différents scénarios d'émission de gaz à effet de serre sont consultables sur un site dédié publié par Météo-France en novembre 2022.

#### Tableau des températures enregistrées sur quatre années
- 2012

| Mois                              | jan. | fév. | mars | avril | mai  | juin | jui. | août | sep. | oct. | nov. | déc. |
| --------------------------------- | ---- | ---- | ---- | ----- | ---- | ---- | ---- | ---- | ---- | ---- | ---- | ---- |
| Température minimale moyenne (°C) | 0    | −4,7 | 2,3  | 7     | 10,6 | 14,6 | 15,1 | 15,5 | 11,5 | 8,5  | 3,6  | 0,1  |
| Température maximale moyenne (°C) | 7,2  | 4,2  | 18,4 | 17,6  | 23,4 | 26,9 | 27,7 | 29,5 | 23,2 | 18,1 | 12   | 6,6  |

- 2014

| Mois                              | jan. | fév. | mars | avril | mai  | juin | jui. | août | sep. | oct. | nov. | déc. |
| --------------------------------- | ---- | ---- | ---- | ----- | ---- | ---- | ---- | ---- | ---- | ---- | ---- | ---- |
| Température minimale moyenne (°C) | 1,1  | 2    | 2,7  | 6,8   | 9,2  | 13,9 | 15,1 | 14,3 | 12,1 | 9,5  | 5    | 1,4  |
| Température maximale moyenne (°C) | 8,9  | 11,3 | 12,1 | 16,4  | 21,5 | 27,6 | 24,8 | 25,4 | 24,4 | 21,3 | 13,9 | 7,9  |

- 2016

| Mois                              | jan. | fév. | mars | avril | mai  | juin | jui. | août | sep. | oct. | nov. | déc. |
| --------------------------------- | ---- | ---- | ---- | ----- | ---- | ---- | ---- | ---- | ---- | ---- | ---- | ---- |
| Température minimale moyenne (°C) | 1,6  | 3    | 2,3  | 7,1   | 9,5  | 14,5 | 15,7 | 14,6 | 13   | 6,5  | 3,9  | −3,8 |
| Température maximale moyenne (°C) | 9,3  | 11,3 | 13,4 | 17,1  | 21,3 | 25,8 | 28,8 | 29,1 | 26,6 | 16,8 | 11,6 | 6,6  |

- 2018

| Mois                              | jan. | fév. | mars | avril | mai  | juin | jui. | août | sep. | oct. | nov. | déc. |
| --------------------------------- | ---- | ---- | ---- | ----- | ---- | ---- | ---- | ---- | ---- | ---- | ---- | ---- |
| Température minimale moyenne (°C) | 2,4  | −0,2 | 2,7  | 8,4   | 12,2 | 14,6 | 16,3 | 16,3 | 12,6 | 7,5  | 4,4  | 1,6  |
| Température maximale moyenne (°C) | 10,2 | 5,8  | 12,9 | 22,8  | 22,9 | 27,6 | 30,9 | 29,4 | 27,4 | 18,6 | 12,7 | 8,2  |

- 2020

| Mois                              | jan. | fév. | mars | avril | mai  | juin | jui. | août | sep. | oct. | nov. | déc. |
| --------------------------------- | ---- | ---- | ---- | ----- | ---- | ---- | ---- | ---- | ---- | ---- | ---- | ---- |
| Température minimale moyenne (°C) | −1,4 | 1,1  | 3,7  | 7,2   | 11   | 13,9 | 15,4 | 15,2 | 12,8 | 7,5  | 2,9  | 1,2  |
| Température maximale moyenne (°C) | 8,7  | 13,4 | 15,4 | 22,4  | 24,2 | 25,1 | 30,7 | 29,6 | 24,7 | 16,7 | 13,6 | 7,7  |

### Hydrographie

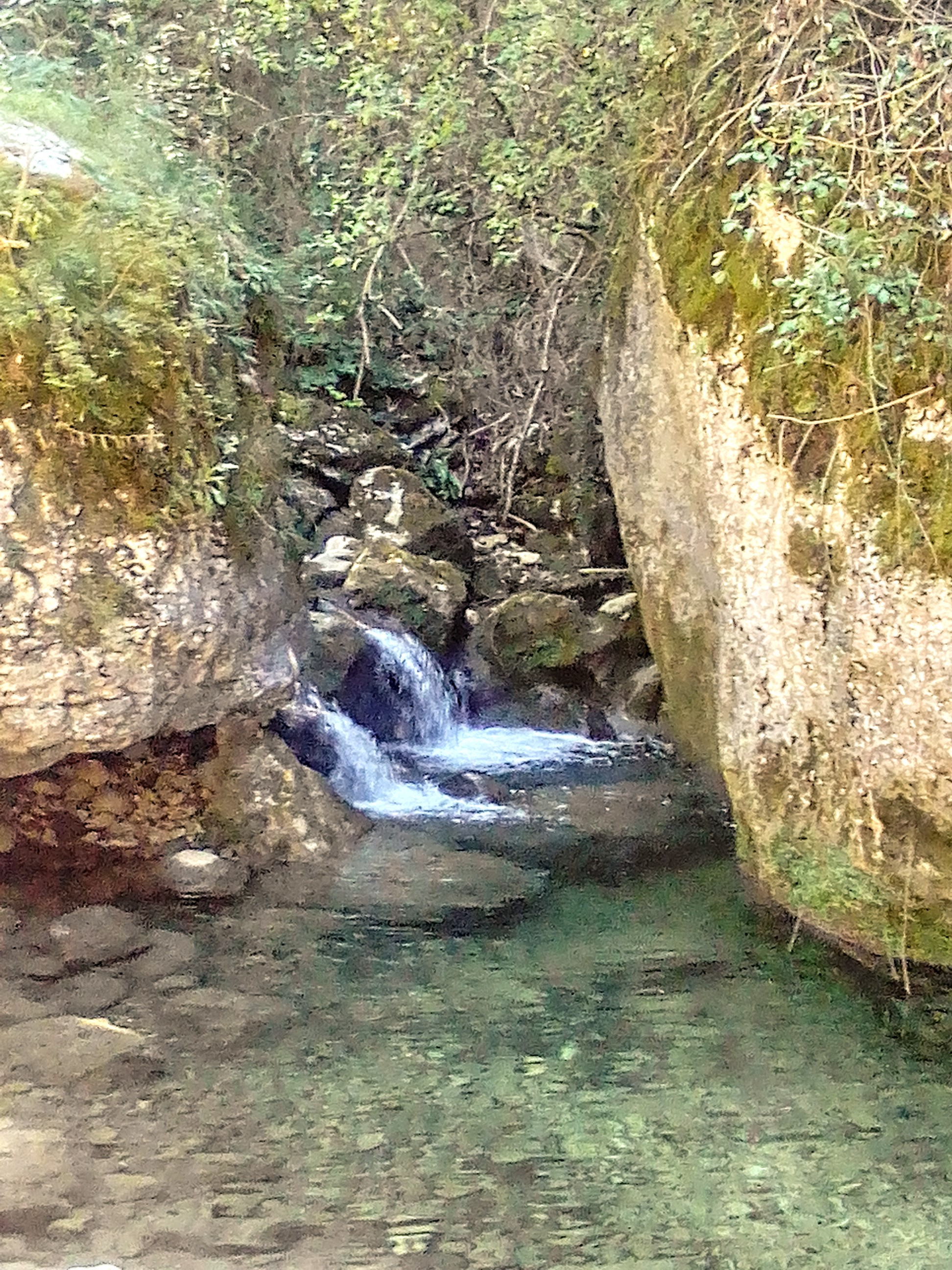
Le Nan à Cognin

Trois cours d'eau notables arrosent la commune :
L'Isère, un affluent du Rhône et principal cours d'eau de la commune et qui délimite son territoire à l'ouest. Cette rivière draine toute la vallée du sud Grésivaudan et reste, en règle générale, d'un débit très abondant tout au long de l'année. Le Nan, un affluent sur la rive gauche de l'Isère, connu au niveau local pour ses gorges situées entre le bourg de Cognin et Malleval-en-Vercors.
Le Puisseau, un petit ruisseau, également affluent de l'Isère.

### Voies de communication

#### Voies routières
Le village de Cognin-les-Gorges se situe au carrefour de nombreuses voies routières.

##### Voies principales
Le territoire communal est situé à proximité de l'A 49 ; les deux bretelles d'accès de cette voie autoroutière les plus proches sont les échangeurs

 9 Saint-Marcellin et

 10 Vinay de l'autoroute A49.
L'ancienne route nationale 532, devenue la route départementale 532 (RD 1532) ou « route de Grenoble à Valence » est une route nationale française reliant Saint-Péray (Ardèche) à Grenoble (Isère) et traverse le territoire communal selon un axe nord-est / sud-ouest.

##### Voies secondaires
La route départementale 22 relie la RD1532 à Malleval et le carrefour de la Patente dans la forêt domaniale des Coulmes.
Les routes départementales 35a et 35c relient le bourg avec les communes de Rovon et De Saint-Gervais (hameau le Port).
Le pont de Trellins est un pont routier, datant de 1985 et qui remplace le vieux pont à haubans de 1906, est le seul passage qui permet de traverser l'Isère et de gagner la rive droite et la ville de Vinay, depuis la commune de Cognin-les-Gorges. Ce pont est emprunté par la RD 22.

### Transports publics

#### Transport routier
Une ligne du Réseau interurbain de l'Isère dessert la commune :

La Ligne 5000 : Pont-en-Royans ↔ Grenoble qui  compte deux arrêts de cette ligne d'autocar sont situés sur le territoire de la commune (dénommés Le village et Pont de Trellins), vers Grenoble et vers Pont-en-Royans.

#### Transport ferroviaire
La gare ferroviaire la plus proche est celle de Saint-Marcellin située sur la ligne de Valence à Moirans, desservie par les trains TER Auvergne-Rhône-Alpes, en provenance de Valence-Ville et à destination de Grenoble et de Chambéry-Challes-les-Eaux.

## Urbanisme

### Typologie
Au 1er janvier 2024, Cognin-les-Gorges est catégorisée commune rurale à habitat dispersé, selon la nouvelle grille communale de densité à sept niveaux définie par l'Insee en 2022.
Elle est située hors unité urbaine. Par ailleurs la commune fait partie de l'aire d'attraction de Grenoble, dont elle est une commune de la couronne,. Cette aire, qui regroupe 204 communes, est catégorisée dans les aires de 700 000 habitants ou plus (hors Paris),.

### Occupation des sols
L'occupation des sols de la commune, telle qu'elle ressort de la base de données européenne d’occupation biophysique des sols Corine Land Cover (CLC), est marquée par l'importance des forêts et milieux semi-naturels (59,1 % en 2018), une proportion sensiblement équivalente à celle de 1990 (58,9 %). La répartition détaillée en 2018 est la suivante : 
forêts (53,9 %), cultures permanentes (32 %), zones agricoles hétérogènes (3,6 %), eaux continentales (3 %), milieux à végétation arbustive et/ou herbacée (2,7 %), espaces ouverts, sans ou avec peu de végétation (2,5 %), zones urbanisées (2,2 %). L'évolution de l’occupation des sols de la commune et de ses infrastructures peut être observée sur les différentes représentations cartographiques du territoire : la carte de Cassini (XVIIIe siècle), la carte d'état-major (1820-1866) et les cartes ou photos aériennes de l'IGN pour la période actuelle (1950 à aujourd'hui).

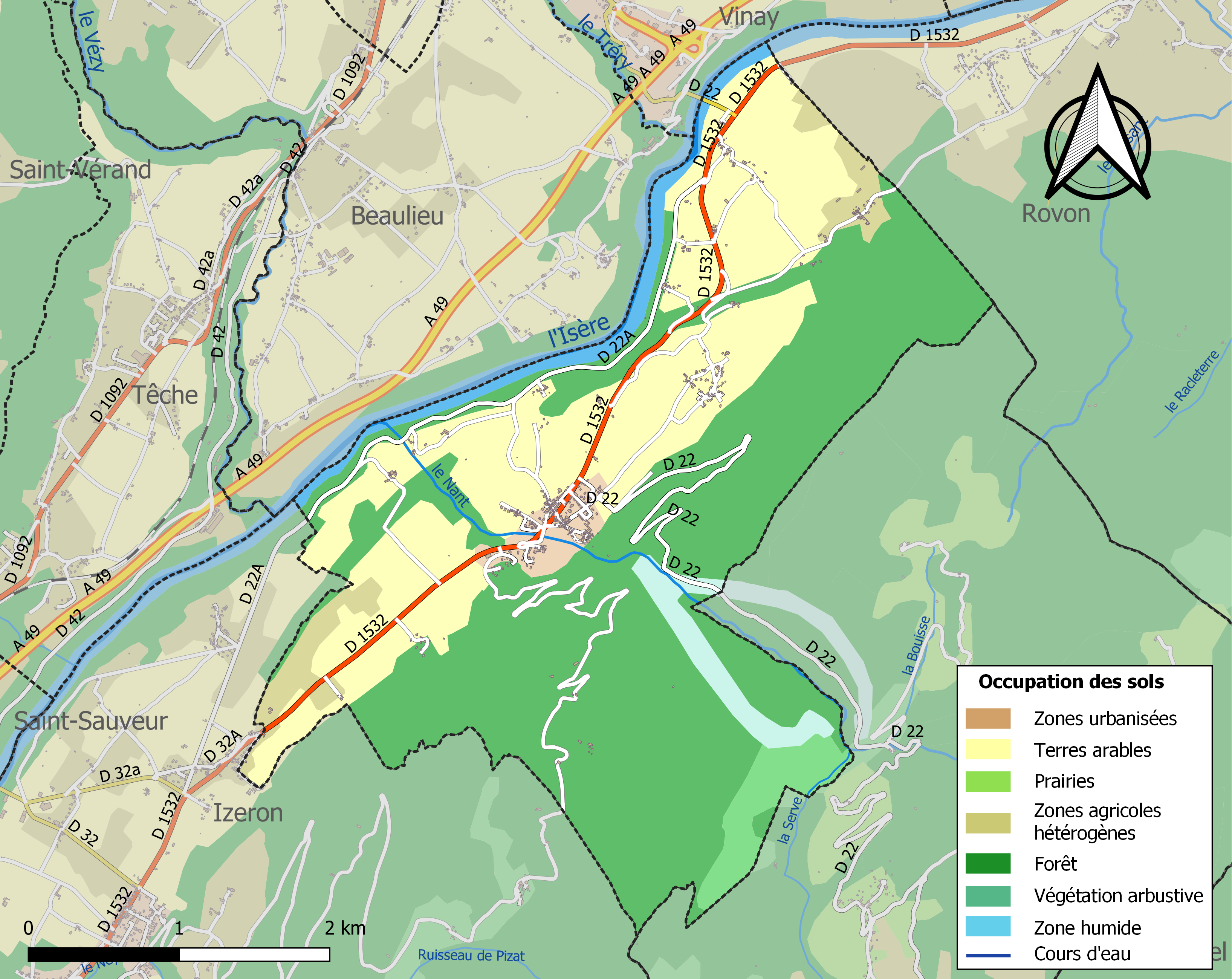
Carte des infrastructures et de l'occupation des sols de la commune en 2018 (CLC).

### Morphologie urbaine
Le territoire communal s'étend entre la plaine de l'Isère et les pentes occidentales du massif du Vercors, au débouché des gorges formés par le torrent montagnard du Nan. La commune, essentiellement rurale, comprend un bourg central de taille modeste et plusieurs hameaux, dont la plupart sont situés dans la plaine de l'Isère.
À l’occasion de travaux de réfection des réseaux souterrains de la commune, le vieux bourg de Cognin a bénéficié d'une restauration complète de ses voies routières et piétonnes, dont la mise en voies uniques de nombreuses petites rues, de quelques ravalements d'anciens bâtiments, ainsi que de l'aménagement de ses parcs paysagers avec l'installation d'un service de dépôts de déchets.

### Hameaux, lieux-dits et écarts de la commune
Voici, ci-dessous, la liste des divers hameaux, quartiers et lieux-dits résidentiels urbains comme ruraux, ainsi que les écarts qui composent le territoire de la commune de Cognin-les-Gorges, présentés selon les références toponymiques fournies par le site géoportail de l'Institut géographique national.
| - Nailletière - Le Giet - Les Leyes - Les Perrières - Le Couet | - Le Fleuret - Le Planol - La Vorcière - Le Port - Charvelière | - La Vallée - Les Plans - Chaponnière - Les Bâties - La Tour | - La Vie du Ferron - Mante - Les Grandes Côtes - Montchardon - La Boutavalière | - La Motte - Champ de la Croix - La Tardive - Guimetère - Bassetière |

### Risques naturels et technologiques

#### Risques sismiques
L'ensemble du territoire de la commune de Cognin-les-Gorges est située en zone de sismicité no 4 (sur une échelle de 1 à 5), comme la plupart des communes de son secteur géographique.
| Type de zone | Niveau            | Définitions (bâtiment à risque normal) |
| ------------ | ----------------- | -------------------------------------- |
| Zone 4       | Sismicité moyenne | accélération = 1,6 m/s2                |

## Toponymie
La commune présente un nom en deux parties :

### «Cognin»
La paroisse s'est dénommée Ecclesia de Cohonino au XIe siècle, villa de Cognins au XIIIe siècle, parrochia Cogninum XIVe siècle, puis sous le simple nom de Cognin jusqu'en 1937.
Selon le toponymiste français Ernest Nègre, le nom de Cognin aurait été formé d'après le suffixe -anum sur le nom d´homme gaulois dénommé « Cotonius ». Ce nom peut également être lié à la situation d'un territoire s´enfonçant comme un coin soit en lisière de forêt ou dans le fond d´un vallon, comme l'entrée de gorges ce qui correspond assez bien à la situation géographique du village.
Selon André Plank, auteur d'un ouvrage sur l'étymologie des communes de l'Isère, le terme pourrait provenir du latin Cohors, « la ferme » et minoro, signifiant « petit », s'expliquant par la taille du domaine.

### «Les Gorges»
Cette extension du nom fut enregistrée le 9 juin 1937 à la préfecture de l'Isère, afin de ne pas confondre le village avec la commune homonyme de Cognin, située dans le département de la Savoie et elle se justifie par la présence des gorges du Nan, en partie située sur le territoire communal.

## Histoire

### Préhistoire et Antiquité
Les premières traces d'activité humaine constatées sur le territoire de la commune remontent à l'âge du bronze moyen environ -1500 avant J.-C. De cette lointaine époque nous savons que des hommes, venus du sud-ouest de l'Allemagne et d'Alsace, probablement issus de la civilisation des tumulus, auraient trouvé abri dans la grotte du Nant.
Plus tard les Romains aussi établissent leur quartier sur le territoire et notamment aux hameaux de la tour et des bâties.
Au milieu du lit du torrent du Nan, il a été découvert à plusieurs reprises durant le XIXe siècle, des pièces de monnaie romaine d'or datant des règnes d'empereurs du IVe siècle, très certainement, à la suite d'éboulements de rochers.

### Moyen Âge

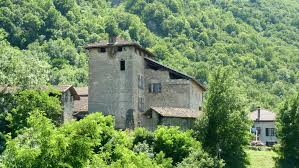

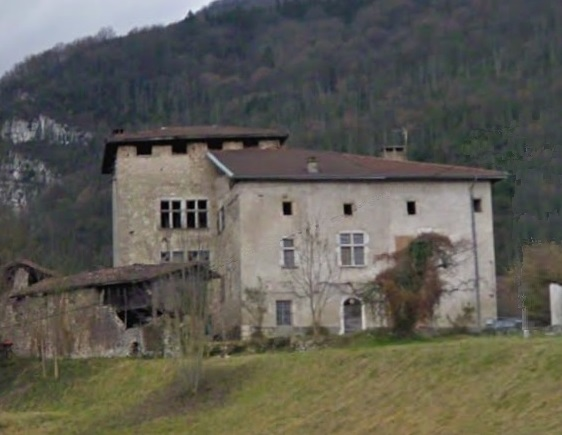
La maison forte de la tour sur son promontoire naturel.

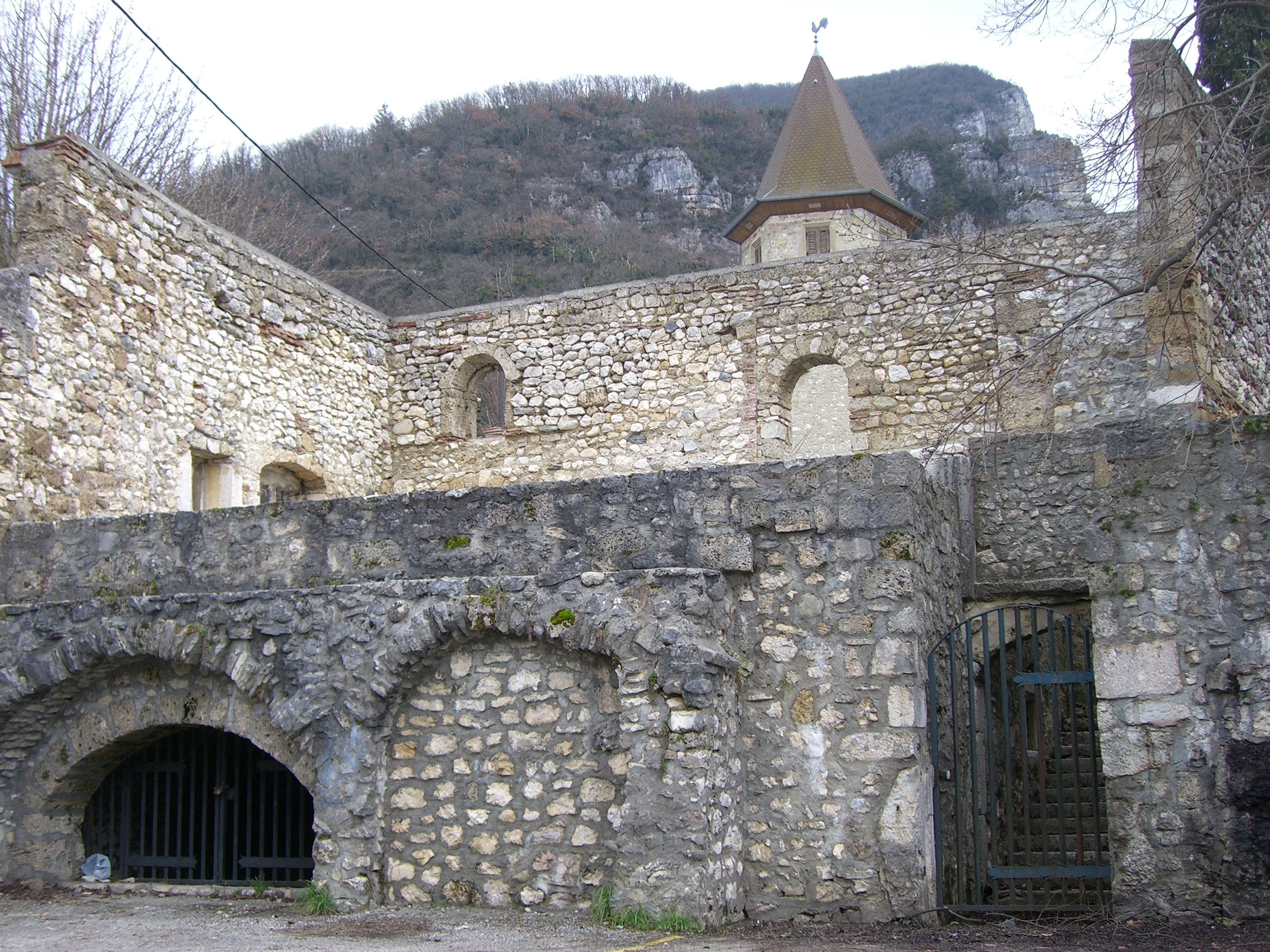
Ancienne maison Noble de la famille Ferrand-test dit Sieur de Guimetère.

Le nom de Cognin (sous le nom de Cohonino) apparaît en 1125 et des moulins sont signalés dès 1267.
Au Moyen Âge, on sait que la commune est rattachée au mandement d'Izeron (qui comprend également Saint-Pierre-de-Cherennes, Cognin, Malleval et Saint-Jean-d’Isard "actuel village d'Izeron"). En réalité le nom d'Izeron est celui de la famille seigneuriale qui dirige le mandement. Le dernier seigneur à porter ce nom est Ardenc II.
En 1070, l'ensemble de ses terres passe aux mains de la famille des Sassenage, lors du mariage de son unique fille, Audisa, avec Guigues Ier de Sassenage. Son petit-fils, Guigues III de Sassenage, baron de Sassenage se marie vers 1210 avec Béatrice Béranger, originaire du Royans, et dont l'union consacrera le rapprochement des seigneurs de Sassenage, avec celle des Béranger du Royans qui, d'ailleurs succédera à la première maison de Sassenage vers 1350.

### Les Temps modernes

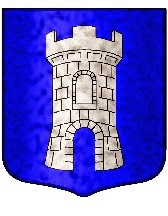
Blason de la famille baile- Béche, La tour de Cognin

Durant les guerres de religion, Hector Belle (ou Baile) est le seigneur de la maison forte de Cognin. Celui-ci, gagné à la cause des réformés et connu sous le surnom de Capitaine de la Tour sera tué par les troupes de Louis de Bressieu, gouverneur de Saint-Marcellin durant la prise du fort de Beauvoir, situé dans le Royans

### Révolution française
En 1790, les paroisses de Cognin et de Saint-Pierre-de-Chérennes sont détachées de la commune d'Izeron pour former deux communes distinctes.

### Époque contemporaine
En 1867, la commune de Malleval, future Malleval-en-Vercors est créée, par distraction de celle de Cognin.

#### La Seconde Guerre mondiale
À la fin de l’année 1943, deux maquis coexistent dans les hameaux qui ceinturent le village de Malleval. Le matin du 29 janvier 1944, le maquis de Malleval est encerclé par les troupes allemandes d'occupation.

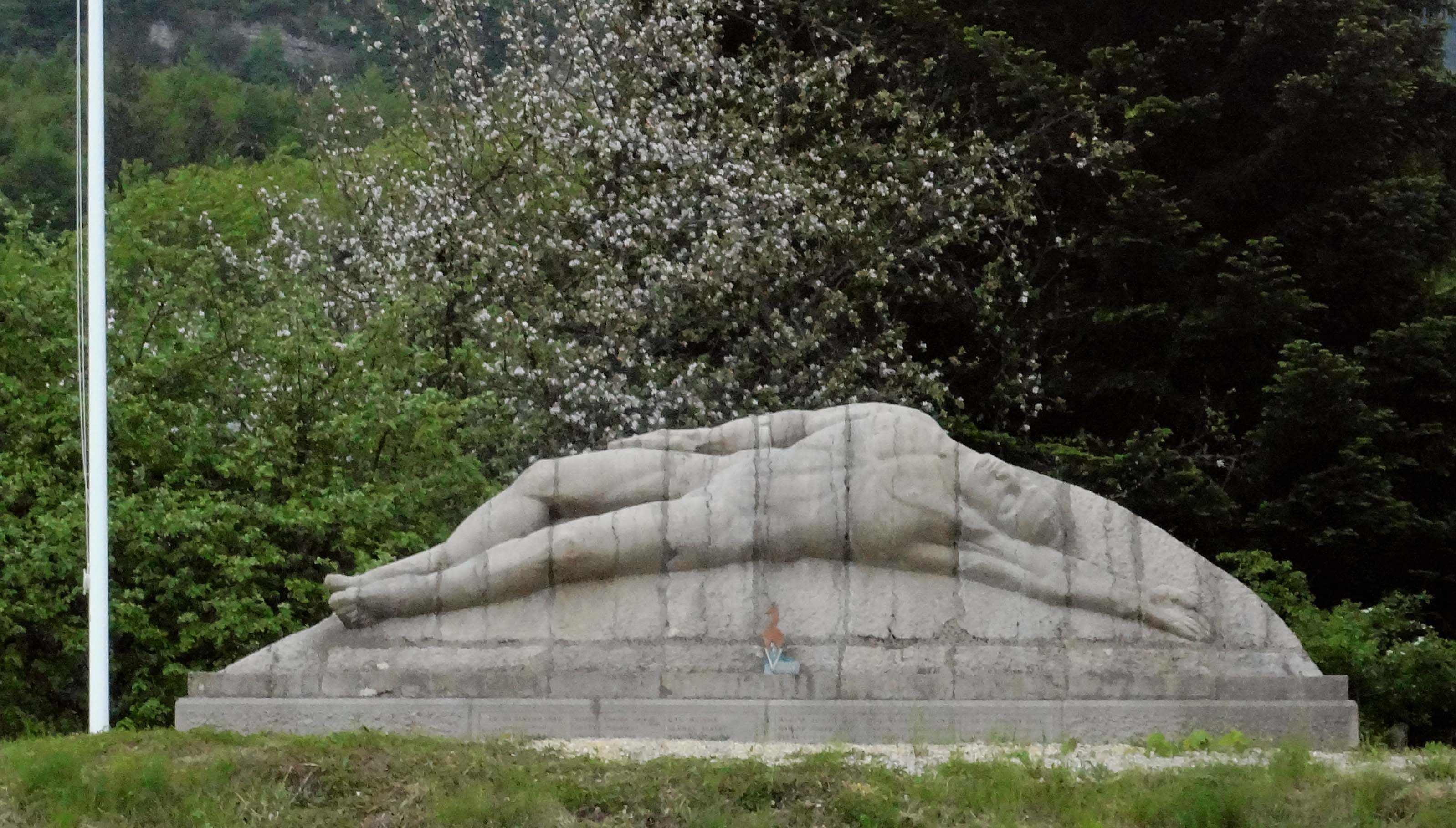
Monument lié au maquis de Malleval

Une compagnie arrive par Engins, une autre par Pont-en-Royans, Rencurel et les Coulmes. Trois sections viennent par Rovon et une dernière compagnie, avec des camions, des automitrailleuses et des véhicules légers, passe par Cognin et les gorges de Nan. Ce sera cette dernière qui investit le village et le site des Gorges. Le village de Malleval est pillé, la plupart des maisons brûlent. On recensera une quarantaine de morts et la plupart des survivants se réfugieront à Cognin.
Un monument dédié à ce maquis et aux villageois massacrés est situé entre le bourg de Malleval et Congin-les-Gorges.

## Politique et administration

### Administration municipale
En 2020, le conseil municipal est composé de quinze membres (dix hommes et cinq femmes), dont un maire, trois adjoints au maire et onze conseillers municipaux dont 3 conseillers municipaux délégués.

### Liste des maires
| Période                                  | Période          | Identité                  | Étiquette | Qualité                          |
| ---------------------------------------- | ---------------- | ------------------------- | --------- | -------------------------------- |
| vers 1793                                | 1826             | M. Brizard                |           |                                  |
| 1826                                     | 1830             | Régis Marchand            |           |                                  |
| 1830                                     | 13 décembre 1846 | Auguste Pierre De Bézieux |           | Industriel et Conseiller général |
| 13 décembre 1846                         | 1848             | Xavier Rubichon           |           |                                  |
| 1848                                     | 1850             | M. Fays                   |           |                                  |
| 1850                                     | 1859             | Auguste Pierre de Bézieux |           | Industriel et Conseiller Général |
| 1859                                     | 13 janvier 1865  | François Payre            |           |                                  |
| 13 janvier 1865                          | 24 avril 1887    | Hyacinthe Rubichon        |           |                                  |
| 24 avril 1887                            | 26 mai 1891      | Isidore Veyret            |           |                                  |
| 26 mai 1891                              | 17 mai 1896      | August Cartier            |           |                                  |
| 17 mai 1896                              | 2 avril 1911     | Rubichon Isaïe            |           |                                  |
| 2 avril 1911                             | 10 avril 1921    | Régis Cret                |           |                                  |
| 10 avril 1921                            | 9 septembre 1944 | César Gabert              |           |                                  |
| 10 décembre 1919                         | 10 avril 1921    | Joseph Glénat             |           |                                  |
| 10 avril 1921                            | 9 septembre 1922 | Joseph Thomasset          |           |                                  |
| 26 mai 1922                              | 9 septembre 1944 | Joseph Glénat             |           |                                  |
| 9 septembre 1944                         | 14 août 1973     | Marcel Dolin              |           |                                  |
| 14 août 1973                             | 12 janvier 1998  | Louis Boucher             |           |                                  |
| 12 janvier 1998                          | 18 mars 2001     | Annie Desperrier          |           |                                  |
| 18 mars 2001                             | 30 mars 2014     | Albert Glénat             |           |                                  |
| 30 mars 2014                             | En cours         | Patrice Ferrouillat       | SE-DVG    | Professeur des écoles            |
| Les données manquantes sont à compléter. |                  |                           |           |                                  |

## Population et société

### Démographie
L'évolution du nombre d'habitants est connue à travers les recensements de la population effectués dans la commune depuis 1793. Pour les communes de moins de 10 000 habitants, une enquête de recensement portant sur toute la population est réalisée tous les cinq ans, les populations de référence des années intermédiaires étant quant à elles estimées par interpolation ou extrapolation. Pour la commune, le premier recensement exhaustif entrant dans le cadre du nouveau dispositif a été réalisé en 2005.

En 2022, la commune comptait 619 habitants, en évolution de −2,83 % par rapport à 2016 (Isère : +3,07 %, France hors Mayotte : +2,11 %).
| 1793 | 1800 | 1806 | 1821  | 1831  | 1836  | 1841  | 1846  | 1851  |
| ---- | ---- | ---- | ----- | ----- | ----- | ----- | ----- | ----- |
| 960  | 975  | 979  | 1 039 | 1 146 | 1 110 | 1 114 | 1 180 | 1 202 |

| 1856  | 1861  | 1866  | 1872 | 1876 | 1881 | 1886 | 1891 | 1896 |
| ----- | ----- | ----- | ---- | ---- | ---- | ---- | ---- | ---- |
| 1 171 | 1 140 | 1 068 | 695  | 667  | 640  | 626  | 626  | 599  |

| 1901 | 1906 | 1911 | 1921 | 1926 | 1931 | 1936 | 1946 | 1954 |
| ---- | ---- | ---- | ---- | ---- | ---- | ---- | ---- | ---- |
| 555  | 550  | 548  | 455  | 424  | 436  | 421  | 441  | 444  |

| 1962 | 1968 | 1975 | 1982 | 1990 | 1999 | 2005 | 2006 | 2010 |
| ---- | ---- | ---- | ---- | ---- | ---- | ---- | ---- | ---- |
| 372  | 397  | 341  | 425  | 532  | 539  | 616  | 626  | 656  |

| 2015 | 2020 | 2022 | - | - | - | - | - | - |
| ---- | ---- | ---- | - | - | - | - | - | - |
| 639  | 628  | 619  | - | - | - | - | - | - |

### Enseignement
Rattachée à l'académie de Grenoble, la commune de Cognin-les-Gorges héberge et gère sur son territoire une école élémentaire présentant un effectif de 75 élèves pour l'année scolaire 2017-2018.

### Équipement culturel
La commune gère une bibliothèque. Cet équipement culturel municipal, dénommé « bibliothèque du Nan », appartient au réseau de médiathèques de la communauté de communes qui comprend quinze bibliothèques et gère près de 100 000 références.

### Manifestations culturels et festives
On note 3 manifestations culturelles annuelles :
- Le 13 juillet : grand banquet populaire.
- Le premier weekend d’août : la fête du village (Vogue) 
- Le troisième weekend de septembre : Les journées européennes du patrimoine.
Généralement d'autres manifestations viennent compléter ces événements redondants.

### Équipement sanitaire et social
Le centre hospitalier le plus proche de la commune est situé sur le territoire de la commune de Saint-Marcellin.

### Équipement et clubs sportifs
Les habitants de la commune peuvent s'inscrire à des associations sportives dont les sièges sont essentiellement situés dans les communes voisines.
Cependant on note sur la commune la présence d'une association proposant de la gymnastique plusieurs fois par semaine.
Et une autre association propose des cours de danse deux fois par semaine.

### Médias

#### Presse écrite
Historiquement, le quotidien à grand tirage grenoblois dénommé Le Dauphiné libéré, consacre, chaque jour, y compris le dimanche, dans son édition du Sud Grésivaudan, un ou plusieurs articles lié à l'actualité du village et des communes riveraines, ainsi que des informations sur les éventuelles manifestations locales, les travaux routiers, et autres événements divers à caractère local. On trouve également dans les commerces un hebdomadaire local nommé "Le mémorial de l'Isère".

#### Radio locale
- Ici Isère est la radio publique qui émet sur son territoire ainsi que dans tout le département de l'Isère.
- Radio Sud Grésivaudan (RSG) 105 FM est une radio, présente sur le territoire, celle-ci assure dans un esprit local un lien entre les habitants du territoire, les associations, les commerces et artisans locaux ainsi que les communes.

### Cultes

#### Culte catholique
La communauté catholique de Cognin et son église (propriété de la commune) est rattachée à la « paroisse Saint Joseph des Deux Rives », elle-même rattachée au diocèse de Grenoble-Vienne.
La commune abrite deux églises. La vieille église du XIIe siècle se situe dans le haut et vieux village. Elle est consacrée jusqu'en 1896 date à laquelle la nouvelle église située dans le nouveau village devient l'église paroissiale.

#### Culte bouddhiste
Un centre d’études tibétaines dénommé « Karma Migyur Ling », lieu d’étude et de pratique du bouddhisme, est situé sur les contreforts du massif du Vercors entre les communes de Cognin-les-Gorges et d'Izeron. Un site consacré à cette activité religieuse est visitable sur internet.

## Économie

### Emploi
En 2014, le taux de chômage à Cognin-les-Gorges s'élevait 10,9 %, soit trente-sept personnes. Ce taux s'élève à 34,5 % pour les personnes âgées de 15 à 24 ans.

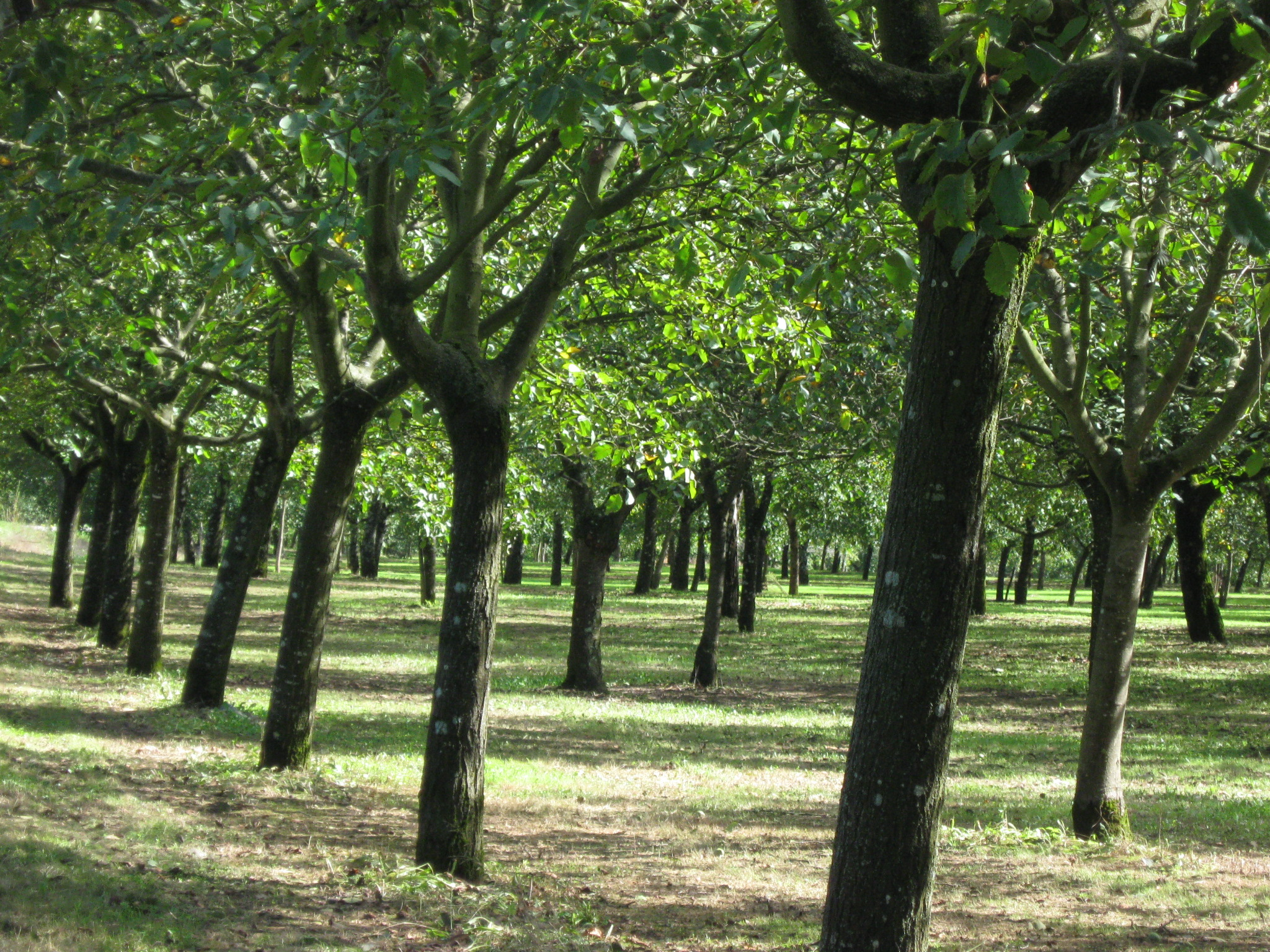
Une noyeraie

### Activités agricoles
Situé dans l'aire de l'appellation d'origine contrôlée (AOC) et de l'appellation d'origine protégée (AOP dans l'Union européenne) noix de Grenoble, le village de Cognin-les-Gorges héberge sur son territoire un certain nombre de producteurs de noix.
Cette culture a cependant été très touchée par la tempête des 7 et 8 novembre 1982, qui a détruit plus de mille noyers dans la région du sud-Grésivaudan, mais depuis l'activité a repris et reste la principale activité agricole de la vallée.

### Entreprises et commerces
La commune comptait trente-quatre entreprises implantées sur son territoire en 2015 dont dix commerces et sociétés de service. Le village présentait une agence postale et deux petites enseignes commerciales de proximité (alimentaire) mais aucune enseigne de grande distribution.

## Culture locale et patrimoine

### Lieux et aménagements publics

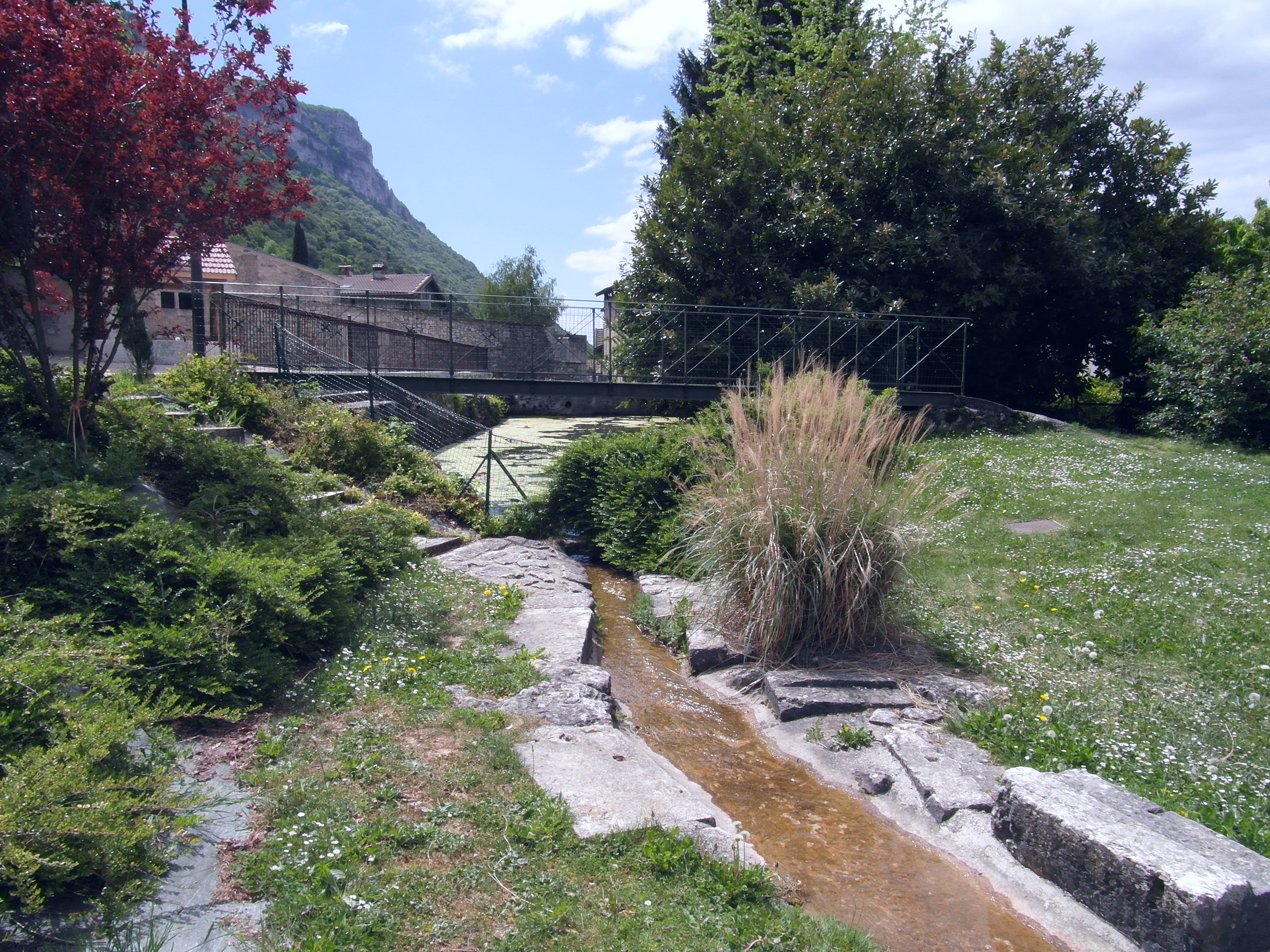
Parc municipal de Cognin-les-Gorges

- Le jardin public :

Le Parc Saint-Joseph, situé dans le haut du village, est un équipement qui offre un espace ombragé et clos. Il s'agit de l'ancien jardin du « château » de la famille de Guimètière.
Dans la première moitié du XIXe siècle, il accueille un pensionnat religieux dirigé par l'abbé du village. Enfin de 1977 à 1992, le parc héberge un centre d'accueil pour les réfugiés asiatiques.
- Les places du bourg :

- La place de l'église forme un vaste champ de mars d'environ 85 m de long entre l'église et le monument aux morts. Cette allée bordée de tilleuls est typique des perspectives du XIXe siècle.
- La place de la fontaine forme une charnière avec la place de l'église. Cet espace en forme de demi-cercle, où trône une fontaine de 1874, est la place historique du bas village.
- La place du haut village offre un espace plus restreint entouré de vieilles demeures en pierres apparentes. Elle se situe à proximité de la vieille église. Sur cette place se situe une "pierre à gruer" ou "gruoir" qui provient d'un vieux battoir à chanvre qui se situait sur le chemin champêtre des garrigues

### Monuments civils

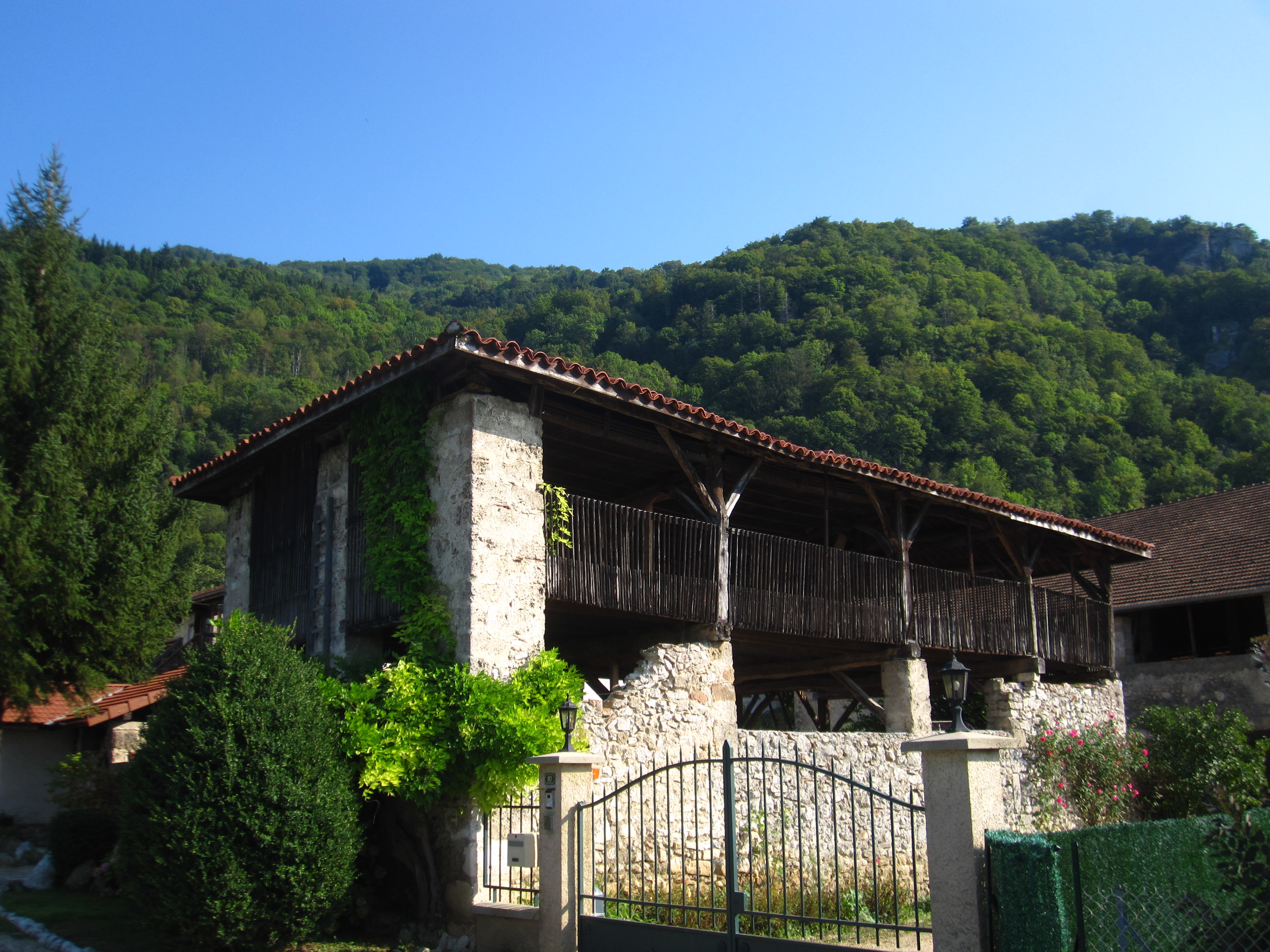
Le séchoir à noix

À l’occasion de travaux de réfection effectuée entre 2016 et 2017 de ses différents réseaux en sous-sol, la commune a saisi l’opportunité de réaménager l’espace public de son bourg ancien qui présente de nombreux édifices historiques.
- Le séchoir à noix de Cognin-les-Gorges

Situé dans le quartier la Tour, ce séchoir à noix construit au XVIIIe siècle est classé au titre des monuments historiques par arrêté du 30 septembre 1994.
Il est l'un des plus beaux  exemples de cette architecture remarquable qui caractérise le patrimoine rural du Sud Grésivaudan.  Il fait partie des  dépendances agricole du domaine de la Tour qui abrite les trois exemplaires  de séchoir à noix présent sur le territoire.  Conçu pour sécher les noix, ce bâtiment indépendant de la ferme et ouvert aux quatre vents, comprend, une  remise au rez de chaussée.
Un vaste espace au premier étage qui permettait le séchage des noix destinées à la vente, et un second niveau qui recevait les noix  de rebuts « Cacarots ».   Il possède une charpente exceptionnelle dont le bois remonte à 1776 ce qui en fait le plus vieux séchoir à noix de l'Isère .
- La Tour

Ancien donjon d'un château médiéval, détruit lors des guerres de religion, et visible dans le quartier du même nom, sur la rive gauche du Nan, cet édifice date du XIVe siècle. Il fut transformé en logis au cours du XVIIe siècle.
- La fontaine

Grande vasque ronde en forme de roue de moulin, cette fontaine est située sur ce qui fut la Grand'place à l'entrée du bourg. Sa construction date de 1874.
Elle est inaugurée le 11 août de la même année. La partie centrale qui devait se constituer à l'origine d'une simple colonne de pierre a finalement été réalisée en fonte à la fonderie Lacoste de Lyon. Le bassin est réalisé quant à lui en pierre calcaire du Vercors et est l'oeuvre du sculpteur Rovonais Louis Riondel.
- La « pierre à dîme »

Située à l'entrée des gorges, cette pierre composée de cavités taillées en deux endroits est une mesure à grains médiévale. Deux explications ont été données quant à son usage : soit elle permettait de connaître la part du seigneur et la part réservée aux paysans, soit il s'agit d'une pierre à meunier, mesurant d'un côté les grains de blé et de l'autre la farine.

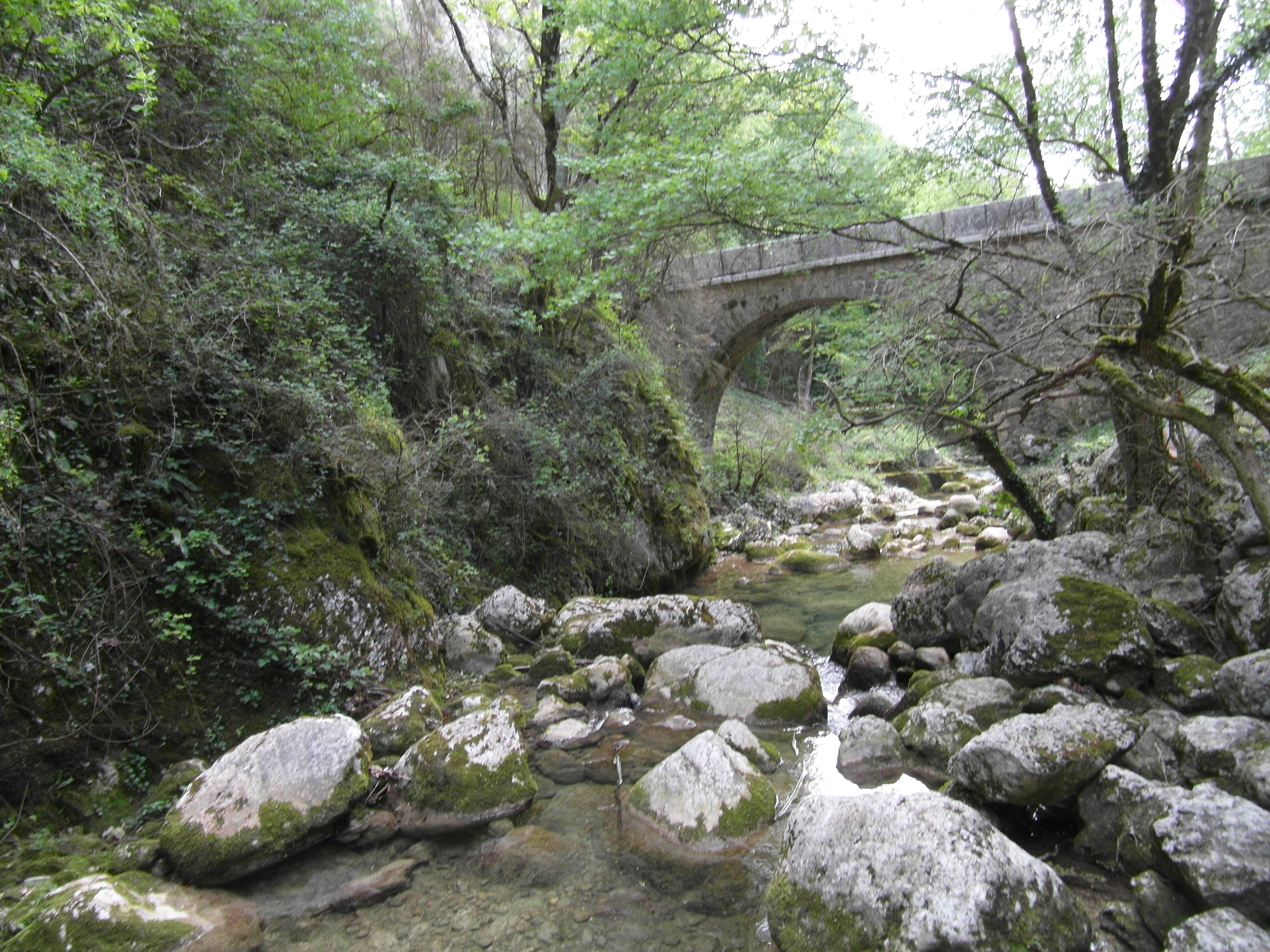
Le pont de Montchardon

- Le « château

Situé rue de la Vieille-Église, il s'agit d'une ancienne maison noble datant du XVIIe siècle et aujourd'hui propriété privée. Elle appartenait à François Teste, sieur de Guimetière. Derrière le portail surmonté d'une génoise, on peut découvrir une tour hexagonale.* Le pont de Montchardon et les gorges
Situé au débouché des gorges du Nan, ce pont de dimension modeste ne permet qu'un passage pour les cycles et les piétons. Dénommé « pont romain », il fut, en 1910, associé à une turbine électrique qui alimentait Cognin et les villages d'Izeron et de Saint-Pierre-de-Chérennes jusqu'en 1960.
- Le monument aux morts communal

Ce monument, situé devant l'église paroissiale, se présente sous la forme d'un pilier commémoratif supportant la stature d'un Poilu (une sentinelle avec baïonnette), œuvre d'Étienne Camus.
- Le pont de Trellins :

Ce pont franchissant l'Isère a été réalisé en 1986 par l'entreprise « Dragages et Travaux Publics ». Il a été le premier pont en arc en béton armé construit en France suivant la technique de l'encorbellement à partir des massifs de rive avec haubanage provisoire de l'arc. Le tablier en béton précontraint a été mis en place en utilisant la méthode du poussage. Le pont de Trellins a été construit pour remplacer un pont suspendu datant de 1905.

### Monuments religieux
- L'église paroissiale Notre-Dame de Cognin-les-Gorges

Située sur la place de l'église, à proximité de la route départementale qui relie Grenoble à Valence, cet édifice religieux de culte catholique est dédié à la vierge Marie, sainte patronne de la commune.
Les travaux de construction de la nouvelle église commencent en 1890 pour remplacer l'ancienne église en haut du village alors en mauvais état et trop petite pour y célébrer les offices.
Elle est inaugurée et consacrée en 1896 en présence des autorités religieuses.
Cette église élaborée dans un style néo-gothique, est construite sur un plan en croix latine est l’œuvre de l'architecte Rivoir. Le clocher dont la flèche culmine à près de 35 mètres de haut est entouré par deux tourelles polygonales et des contreforts en pierre calcaire sur les angles. Une des tourelles renferme un escalier permettant l’accès à la tribune et au clocher.
Les matériaux de construction proviennent des ressources locales : maçonnerie en pierre calcaire, flèche et lanternon en tuf, baies en ciment moulé.
Les peintures ont été réalisées en 1935 par l’entreprise Colomino de Grenoble. Les colonnes de marbre rose encadrent des vitraux réalisés par le maitre verrier Buche de Grenoble. Sur ces derniers, la représentation de la Vierge est omniprésente, à l’exception des vitraux du chœur représentant Jésus-Christ au centre et les quatre évangélistes. On y trouve aussi des vues du village et notamment une représentation du pont de Montchardon et de la Vieille Église, comme un clin d’œil a celle qui la précéda pendant presque 900 ans.
- La vieille église

Le vieux Cognin était autrefois groupé autour de cette église. Mentionnée dans le cartulaire de Saint-Hugues en 1115, cette église est donc d’origine romane.
De cette époque, elle a conservé son chœur et la nef.
Au XVIe siècle, le châtelain (le sieur de Guimetières) fait édifier deux chapelles sur le côté gauche de la nef. Une grande partie de l'église a été modifiée au XVIIIe siècle, par la volonté de l’abbé Fays. L’année 1764 voit la construction de la façade à génoise, l'étonnant fronton à festons qui encadrant la porte d'entrée, et le nouveau clocher. Ce dernier succède à celui d’origine, qui était un « clocher peigne » à quatre arches, situé sur l’arrière de l’église, au-dessus du chœur. Depuis cette époque, l’église a l’aspect que nous lui connaissons aujourd’hui.
La façade à génoise offre un exemple intéressant, et assez rare en Isère, de composition baroque.
Au XIXe siècle, l’église devenant trop petite, humide et inconfortable pour y célébrer les offices, on décide la construction d’une nouvelle église.
En 1896, lorsque la nouvelle église est édifiée au bas du village, l'ancienne église est donnée au charpentier en échange de son travail, et devient un atelier de charpente.
L'église est protégée au titre des Monuments historiques depuis 1947.
Aujourd’hui monument privé, elle a fait l’objet d’une restauration de qualité et est ouverte occasionnellement au public pour donner des concerts ou des expositions.
- La statue de la Vierge

Une grande statue de la Vierge, dominant le bourg, est située dans l'angle du deuxième virage de la route des gorges du Nan. Elle est dominée elle-même par une montagne dénommée le « chapeau de Napoléon ».

Quelques monuments de Cognin-les-Gorges
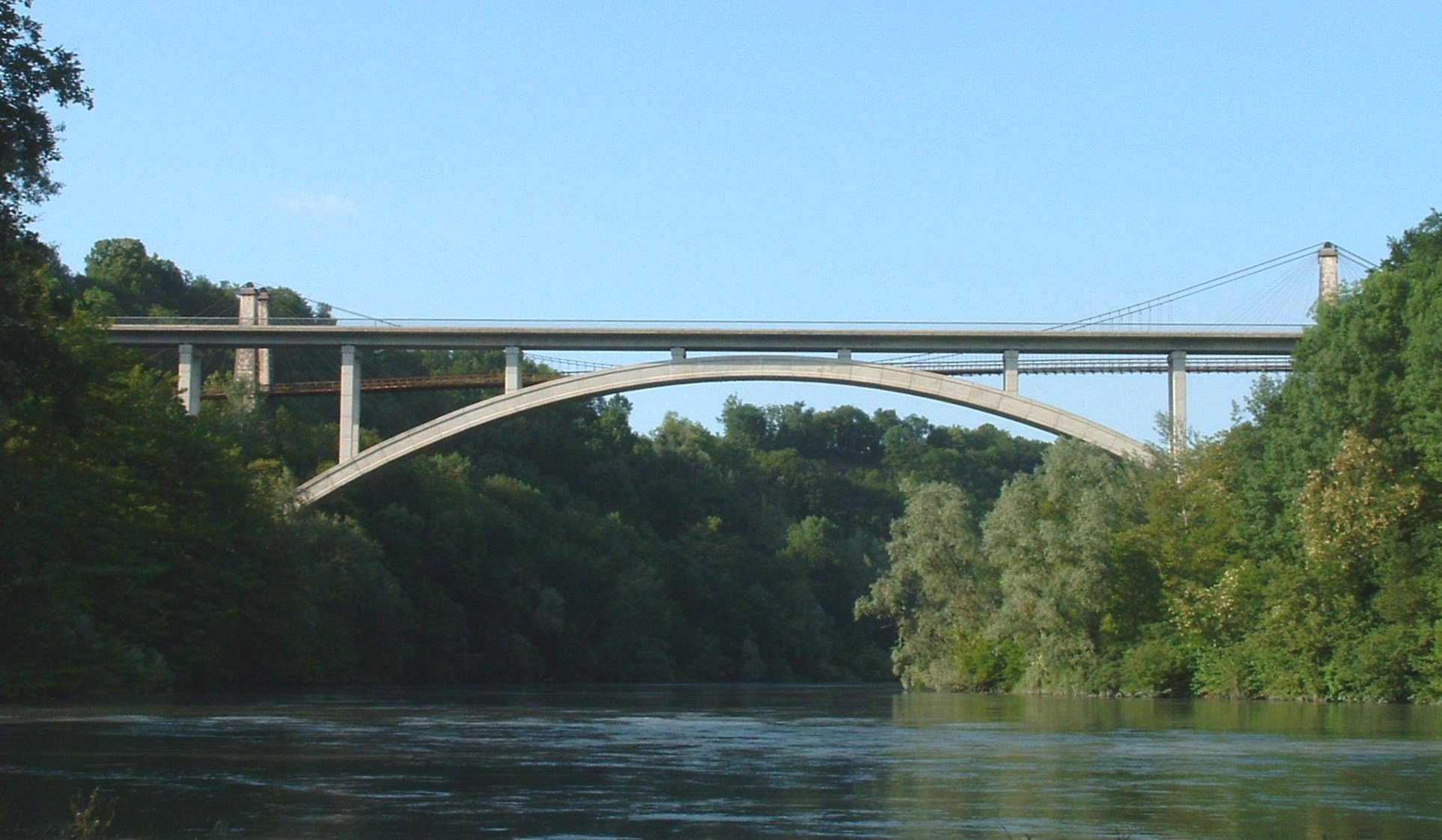
Le Pont de Trellins.
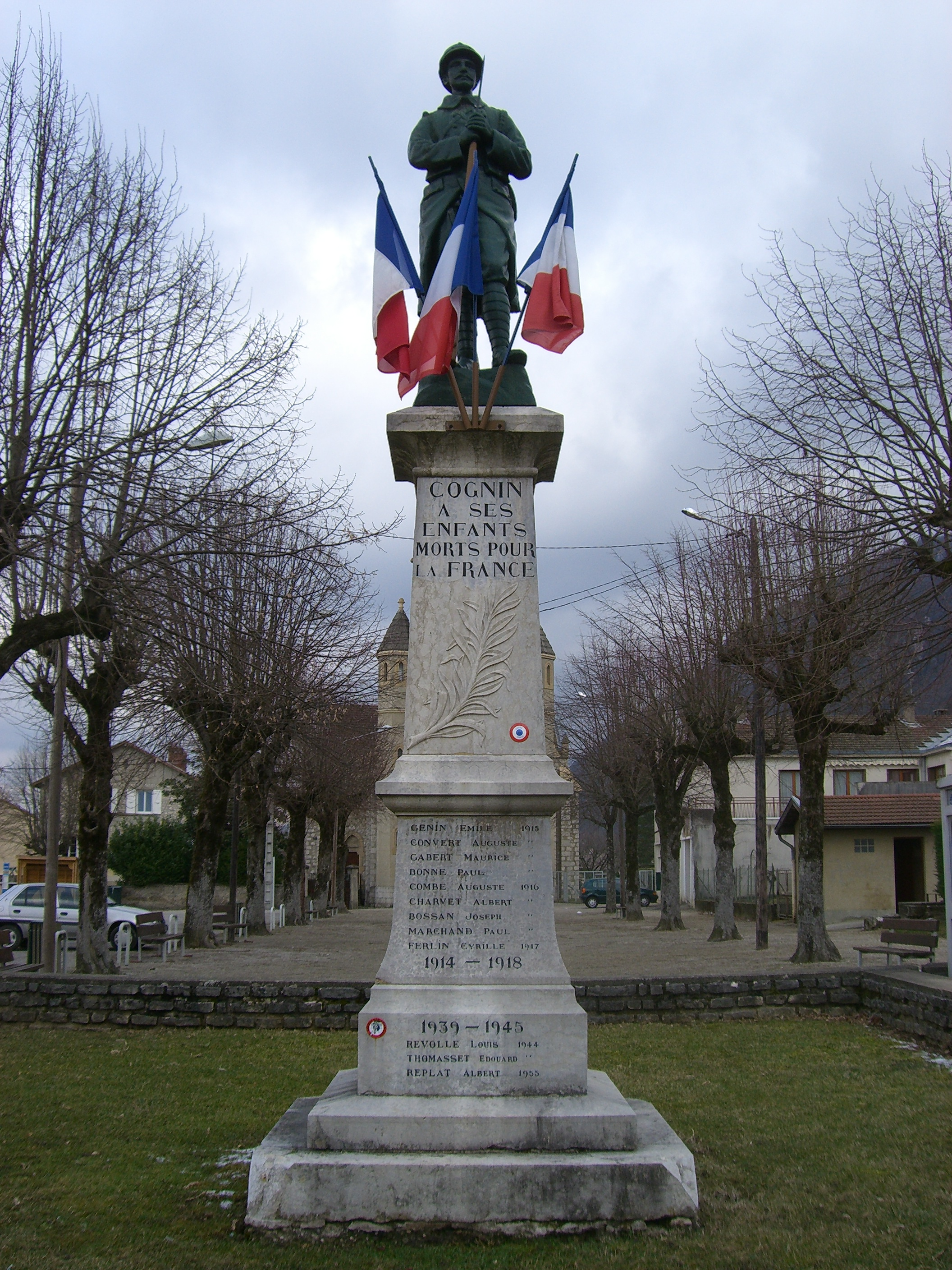
Le monument aux morts.
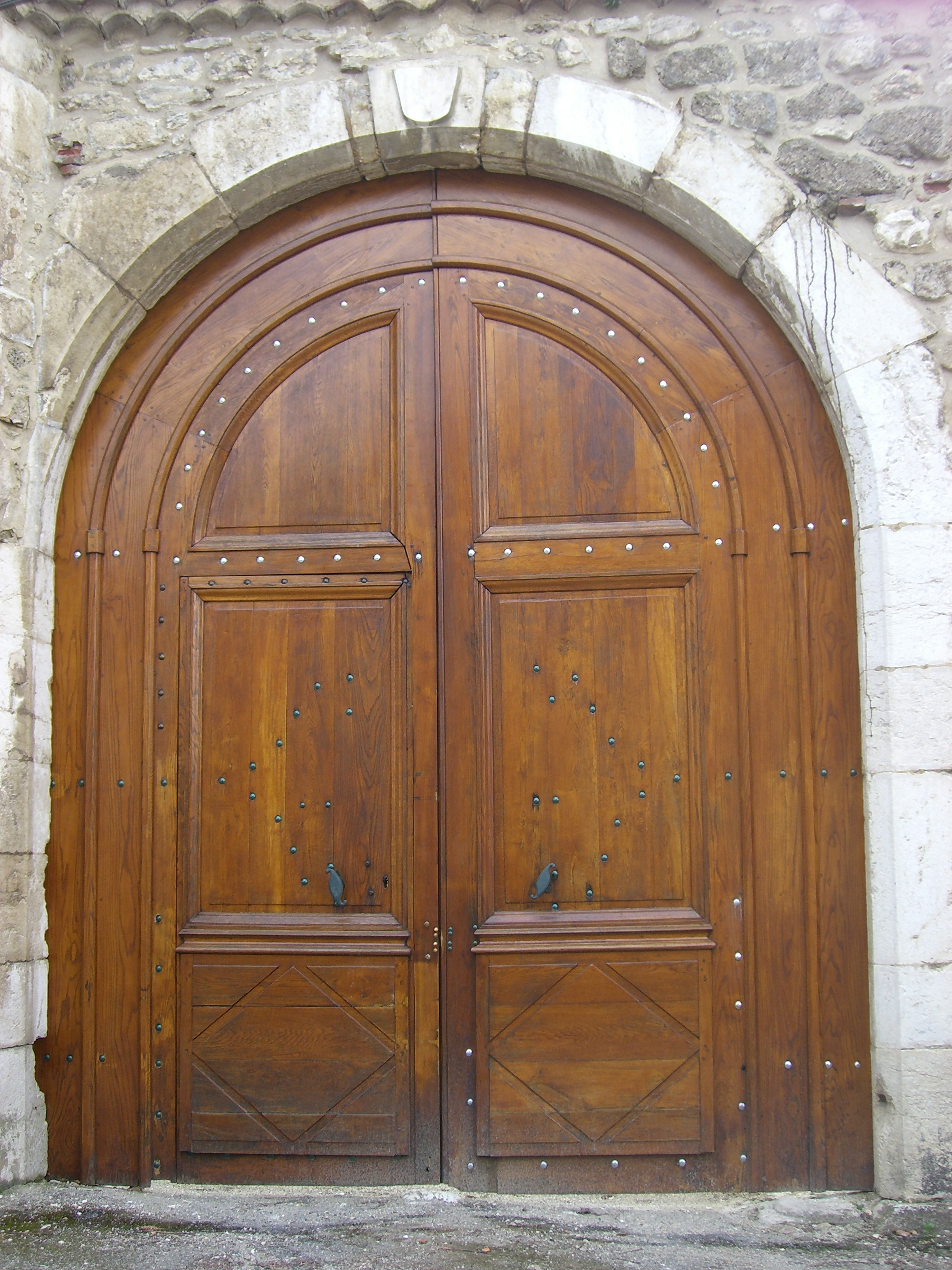
La porte du château.
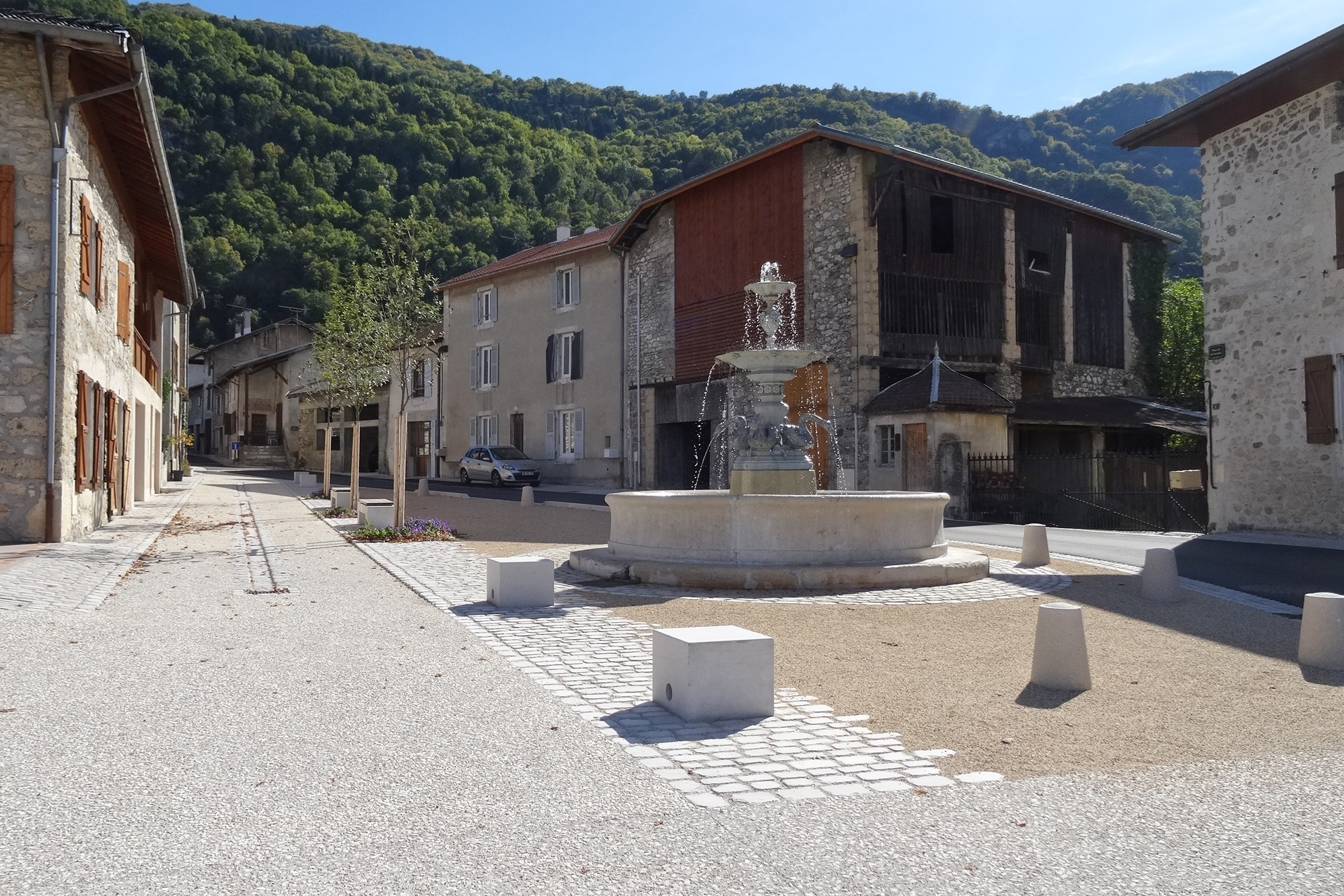
La fontaine aux cygnes
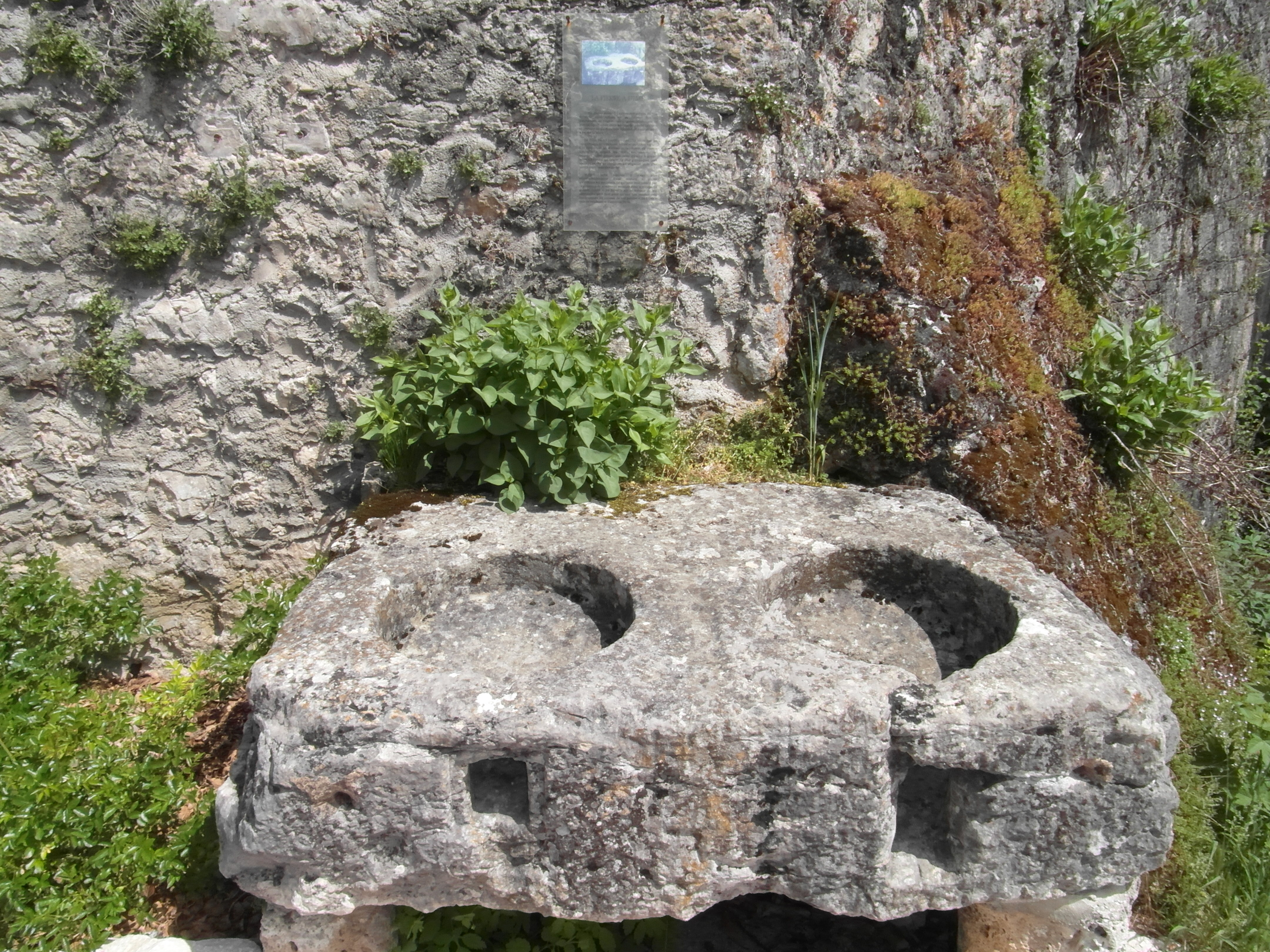
Pierre à dîme à l'entrée des gorges.
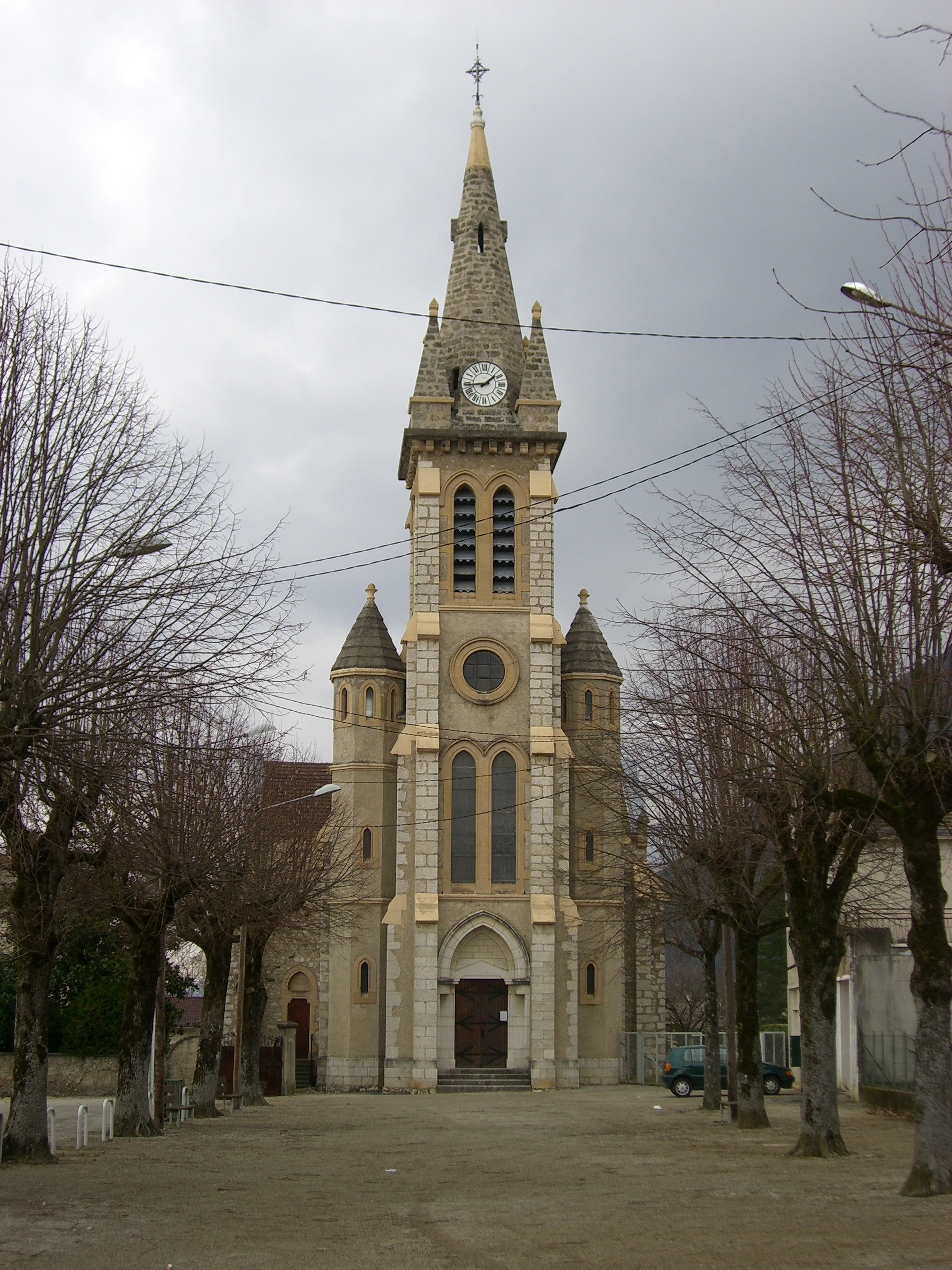
L'église paroissiale.
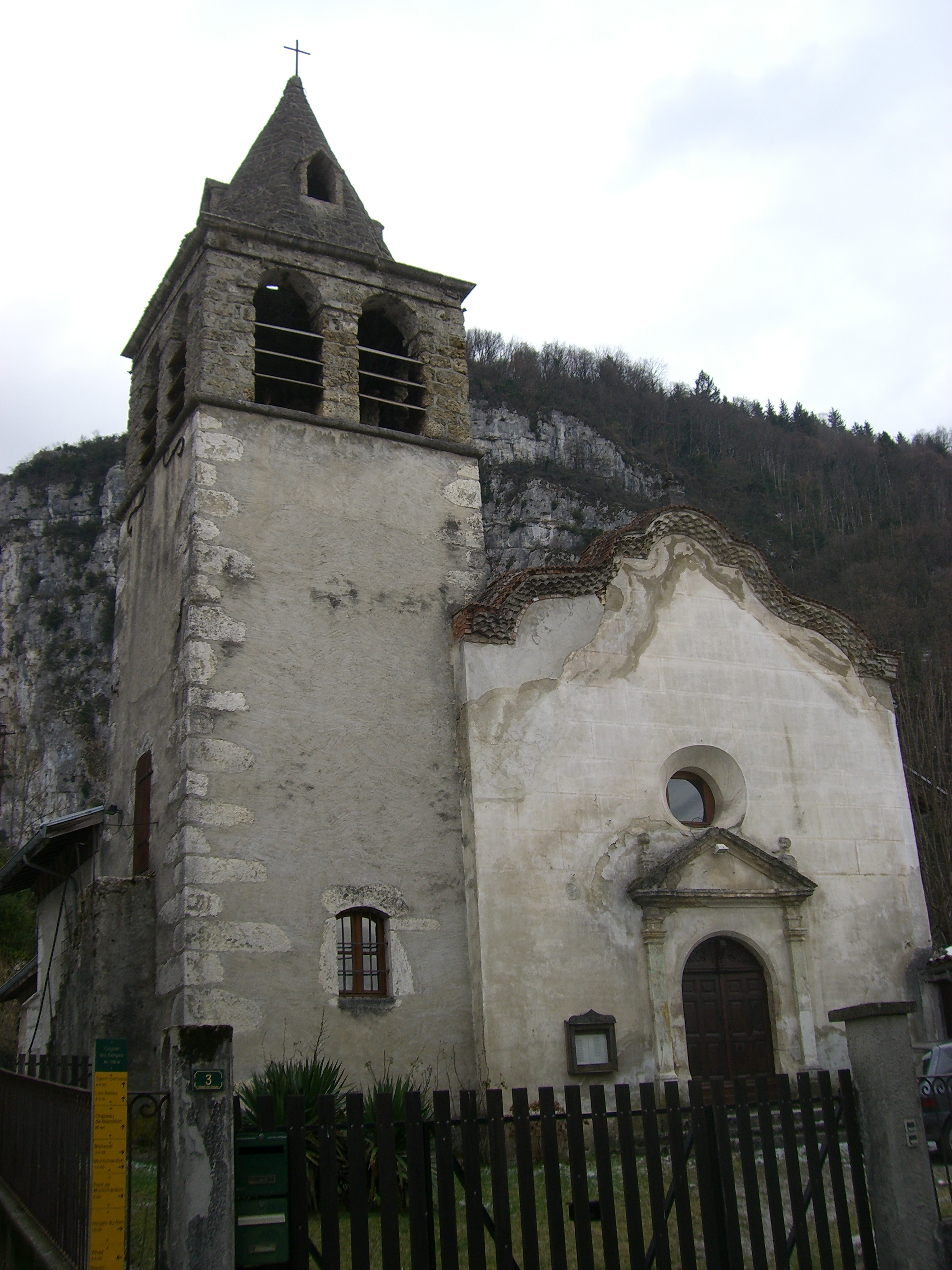
La vieille église médiévale.
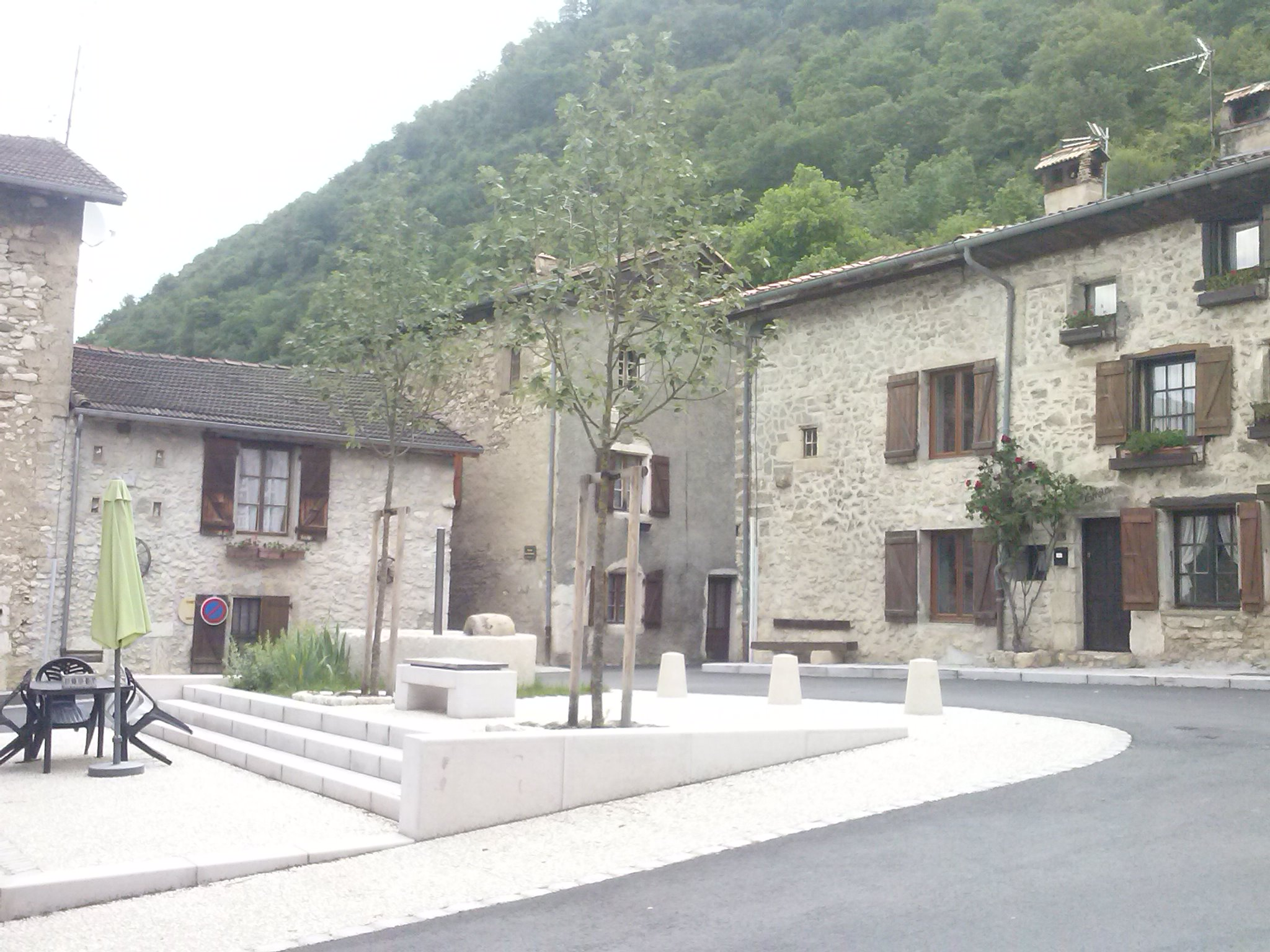
Place du vieux village
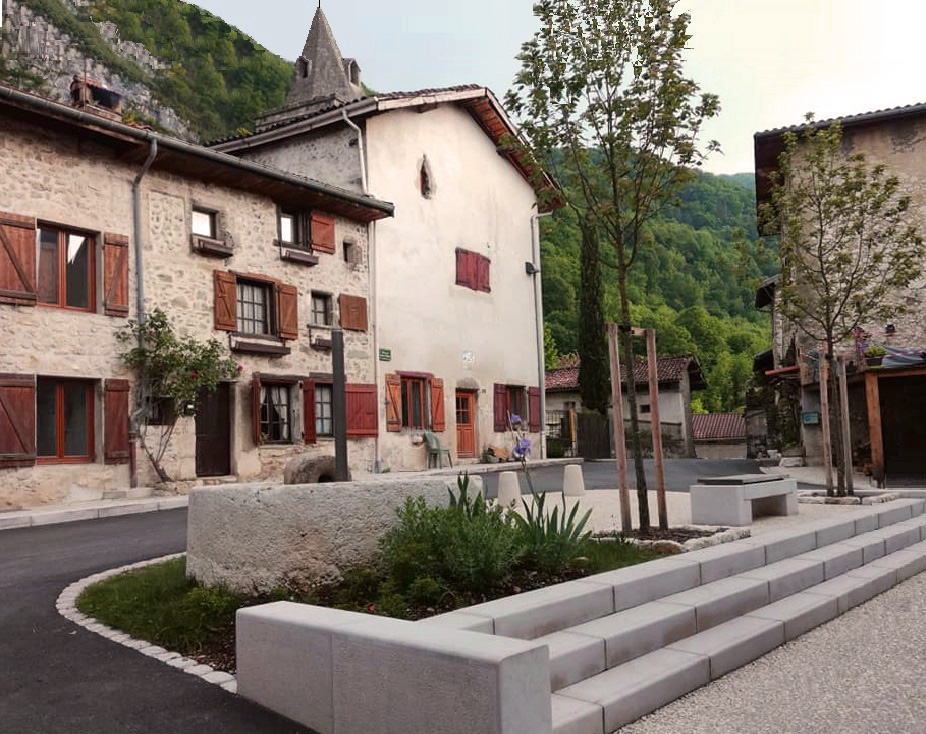
Le Vieux village groupé autour de l'église du XIIe siècle.
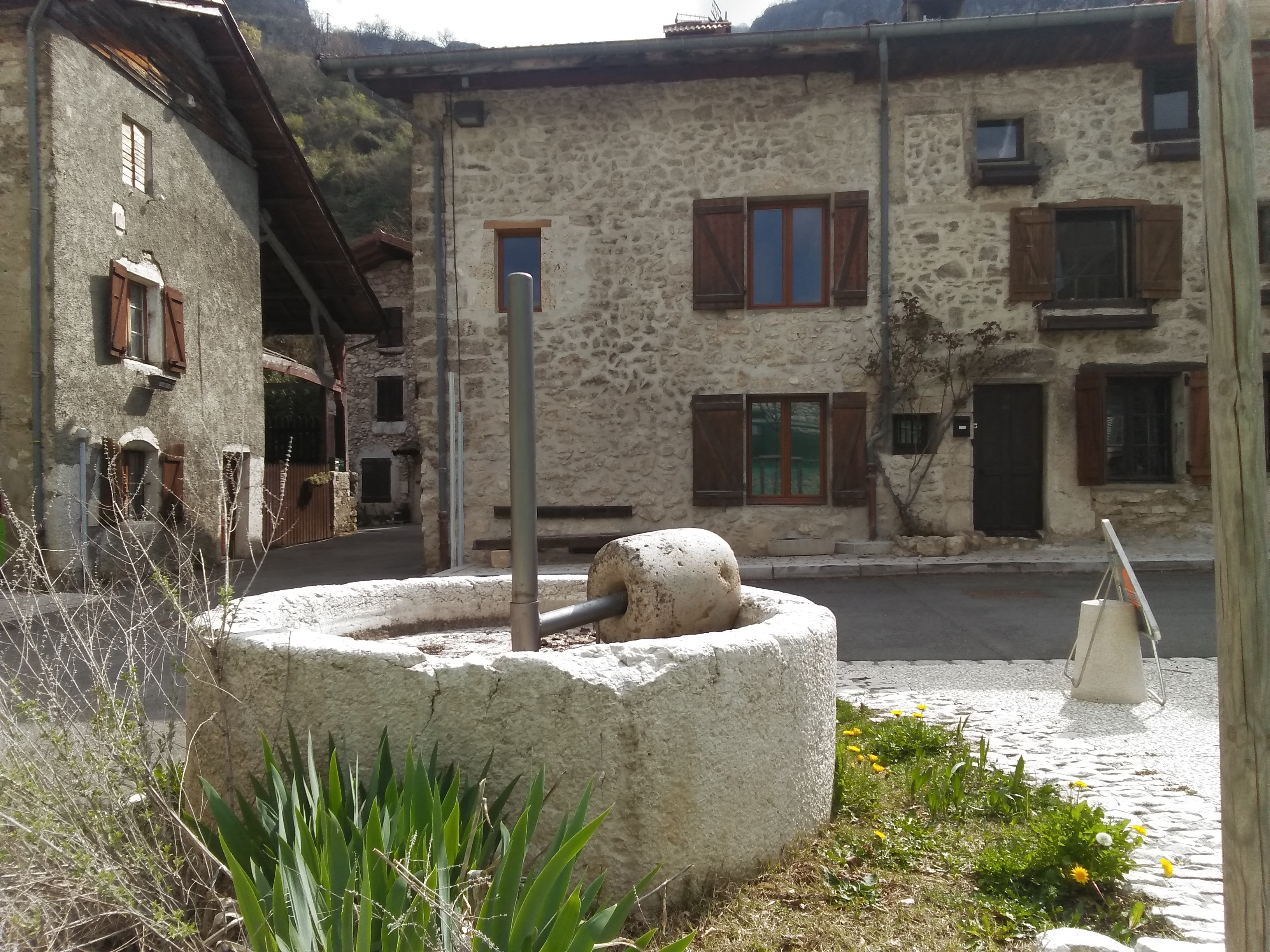
Pierre à gruoir

### Patrimoine naturel

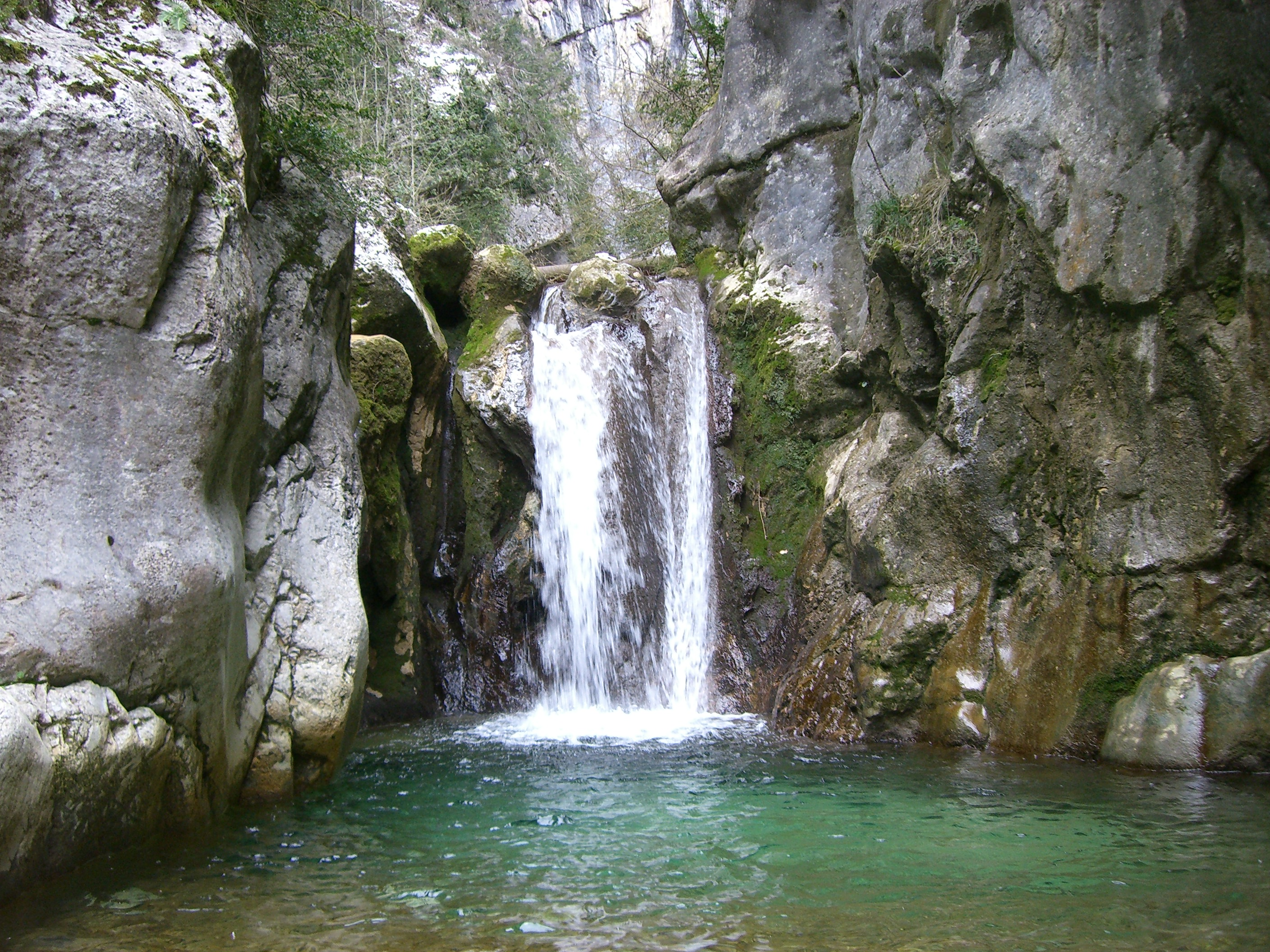
Cascade du Nan

#### Les gorges du Nan
Ces gorges sont un étroit canyon, d'une longueur de trois à quatre kilomètres au fond duquel coule le torrent du Nan en provenance du territoire voisin de Malleval-en-Vercors avant de traverser le bourg ancien. Ce site naturel débute aux limites des constructions du village avec le pont de Montchardon et le bâtiment servant de local électrique à la turbine alimentée par les eaux du torrent.
La route des gorges, très spectaculaire, mais également très étroite, a été créée en 1894 et attire de nombreux touristes. Le canyon fait aussi l'objet d'un itinéraire pédestre assez difficile ; il commence derrière l'ancienne église tout en bénéficiant, une partie de la nuit, d'un éclairage nocturne assuré par une ancienne turbine qui, autrefois, permettait d'apporter l'électricité au village.
En 2015, l'espace des gorges du Nan, partagé entre les territoires des communes de Cognin-les-Gorges et de Malleval-en-Vercors a rejoint les sites classés espace naturel sensible du département de l'Isère.

#### Les canaux du Cognin

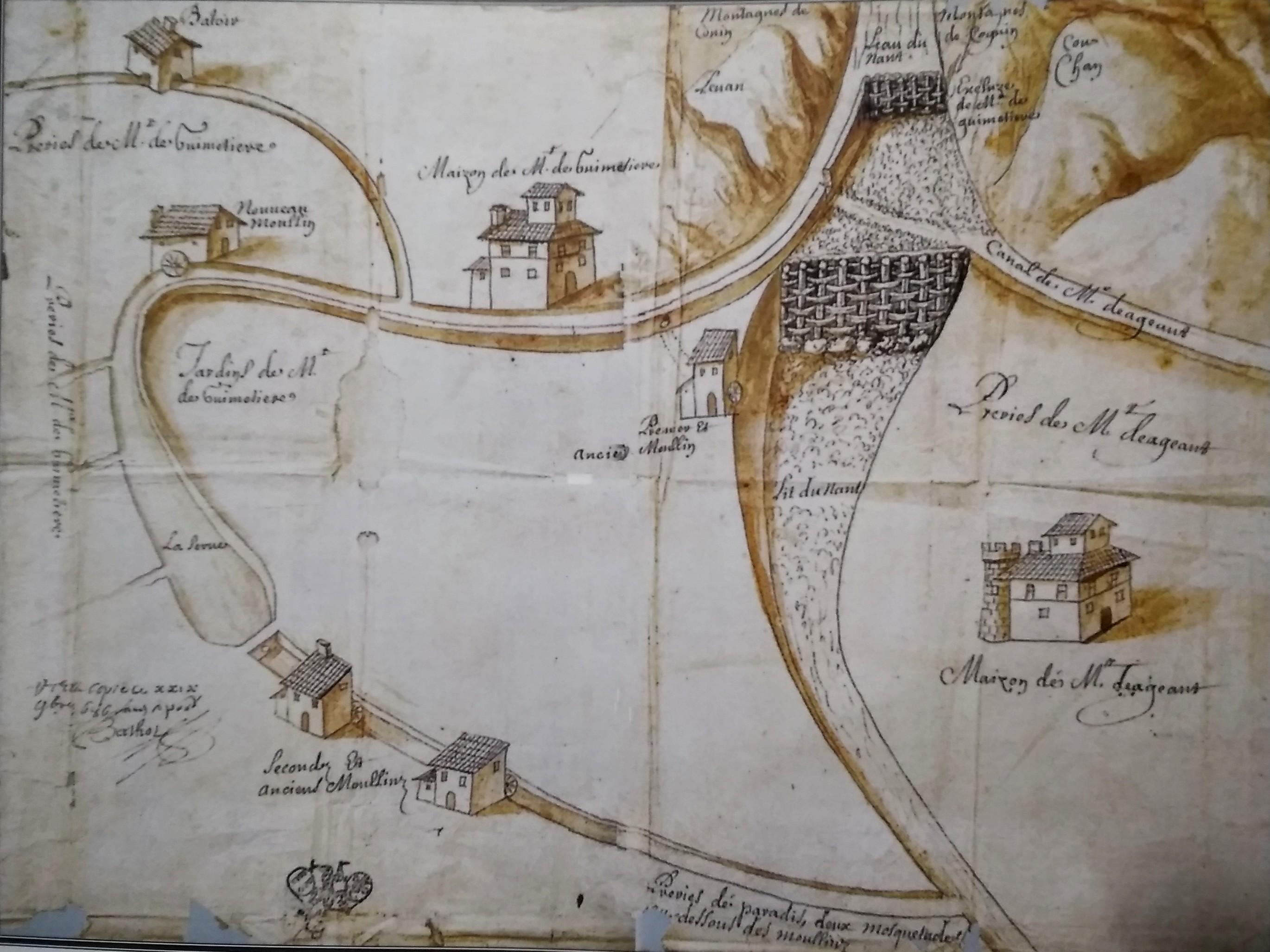
Carte des canaux de Cognin

Ces petits canaux (Béal ou Bief) taillés dans le roc sont chargés d'amener l'eau jusqu'aux roues à aubes des moulins, des scieries ou des usines de tissage. Ces canaux à faible pente transportent les eaux du Nan sur plusieurs kilomètres et permettent d'irriguer des terres agricoles dans la pleine jusqu'au hameau de la Vorcière et village d'Izeron.
En 1292, est fait mention d'un albegement entre le Seigneur de Sassenage Izeron, et les frères Pétinot (Guillaume et Jean) pour la réalisation d'un canal permettant la construction d'un moulin.
Ainsi on voit naître un premier canal sur la rive droite du Nan irriguant les terres du Sieur de Guimetière. Un autre canal taillé en encorbellement dans la falaise cotée gauche du Nan permet d'alimenter en eaux les terres du Sieur Roux-Déageant propriétaire de la maison forte de la Tour.
En 2020, il ne subsiste de ces deux canaux, que les premiers mètres toujours en eau qui court dans le village, et il reste encore des éléments visibles sur l'ancien tracé (Fossés, Vannes d'arrêt).

Les canaux Cognin-les-Gorges
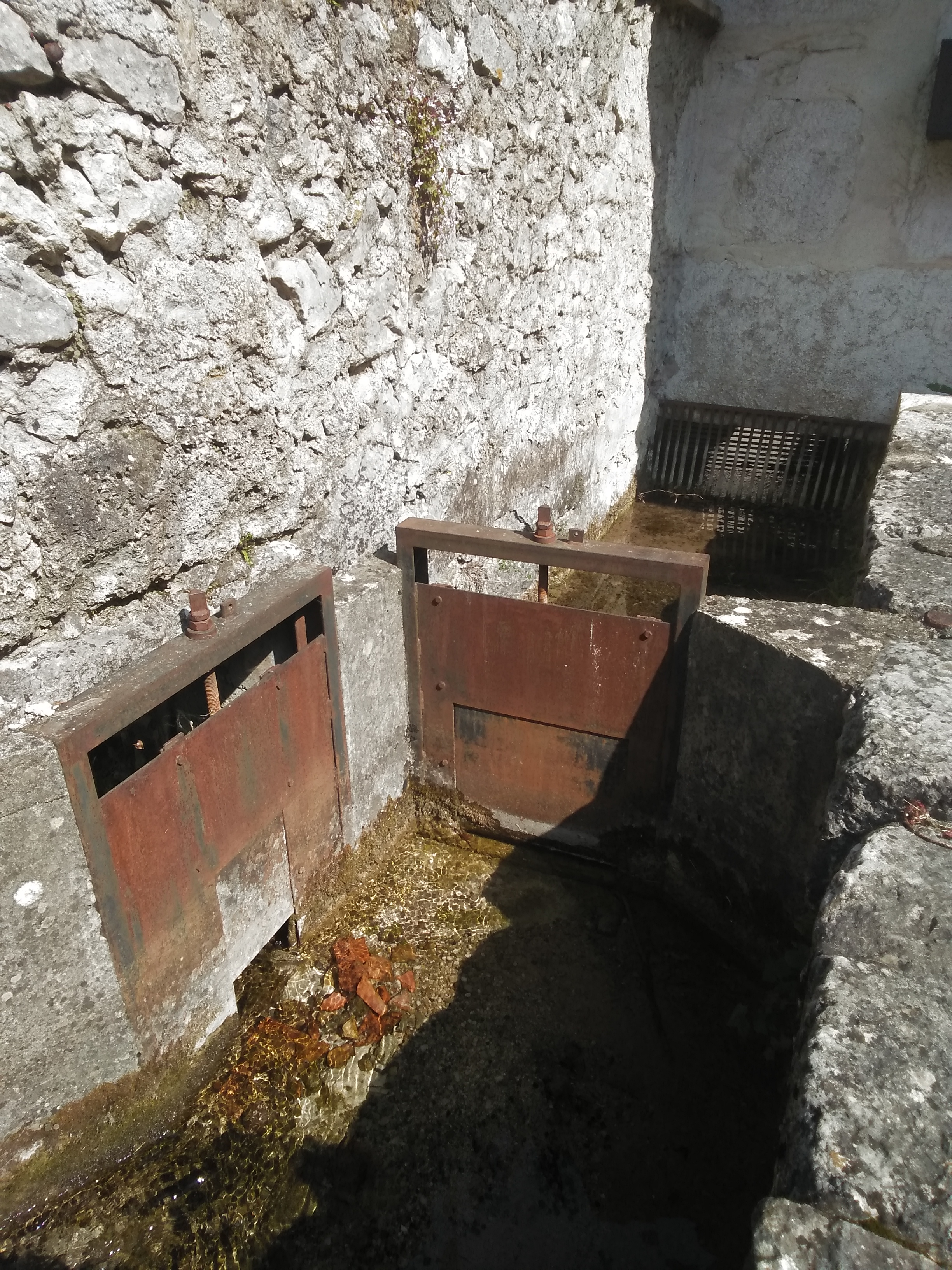
Vannes d'arrêt située dans la rue de l'assemblée
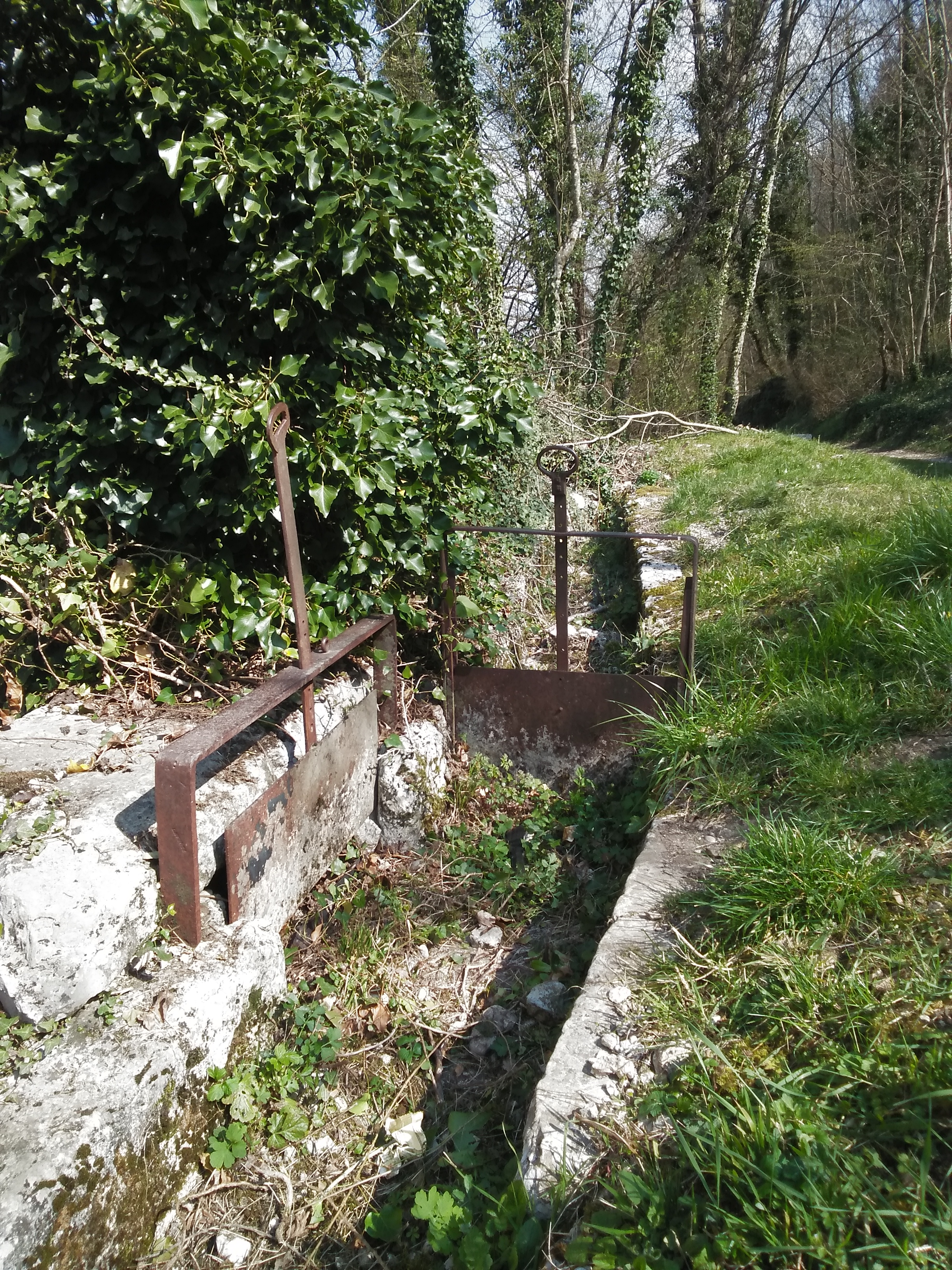
Vannes d'arrêt située le long du chemin des garrigues
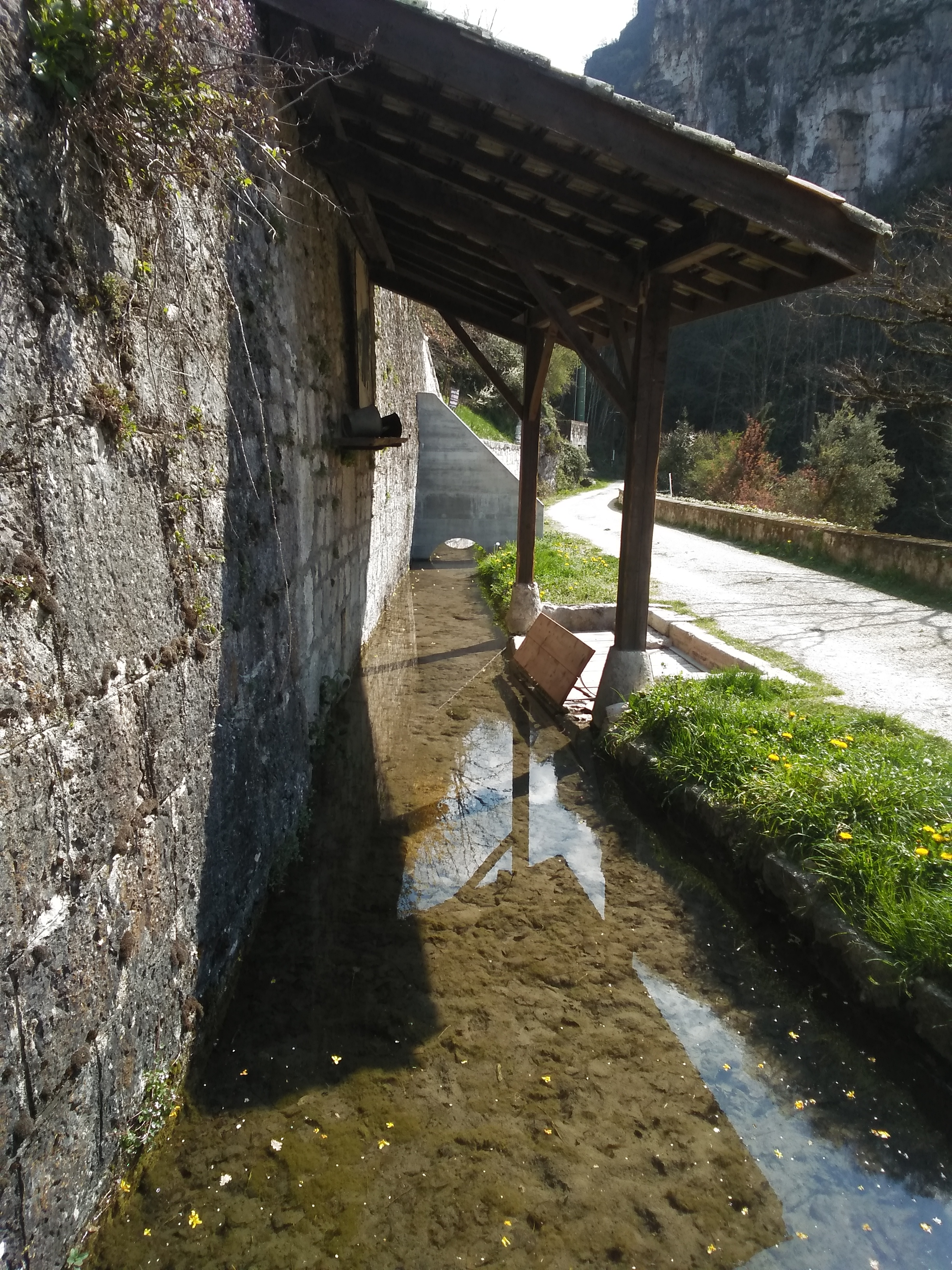
Canal rive droite du Nan, au niveau du lavoir.
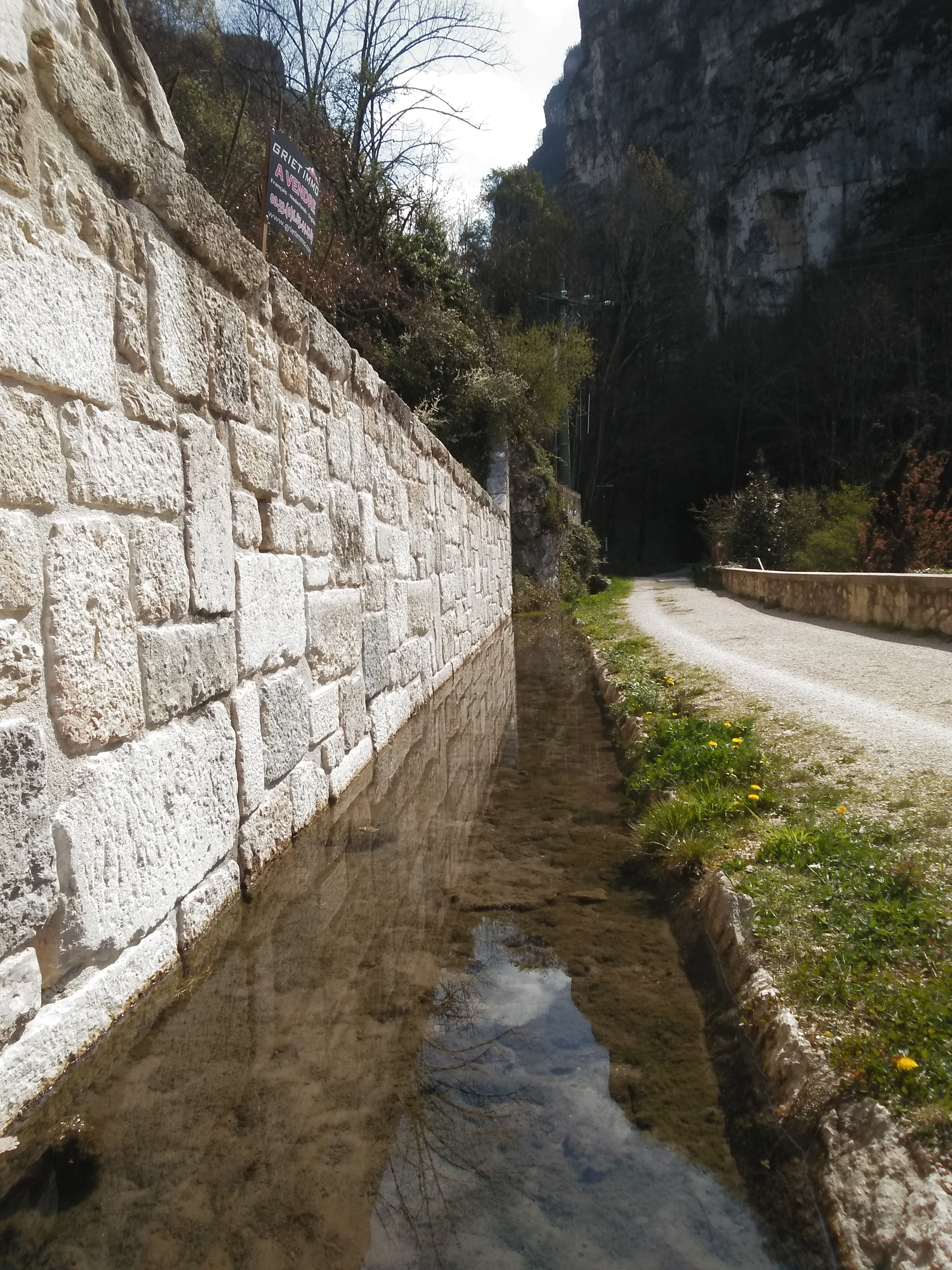
Canal rive droite du Nan
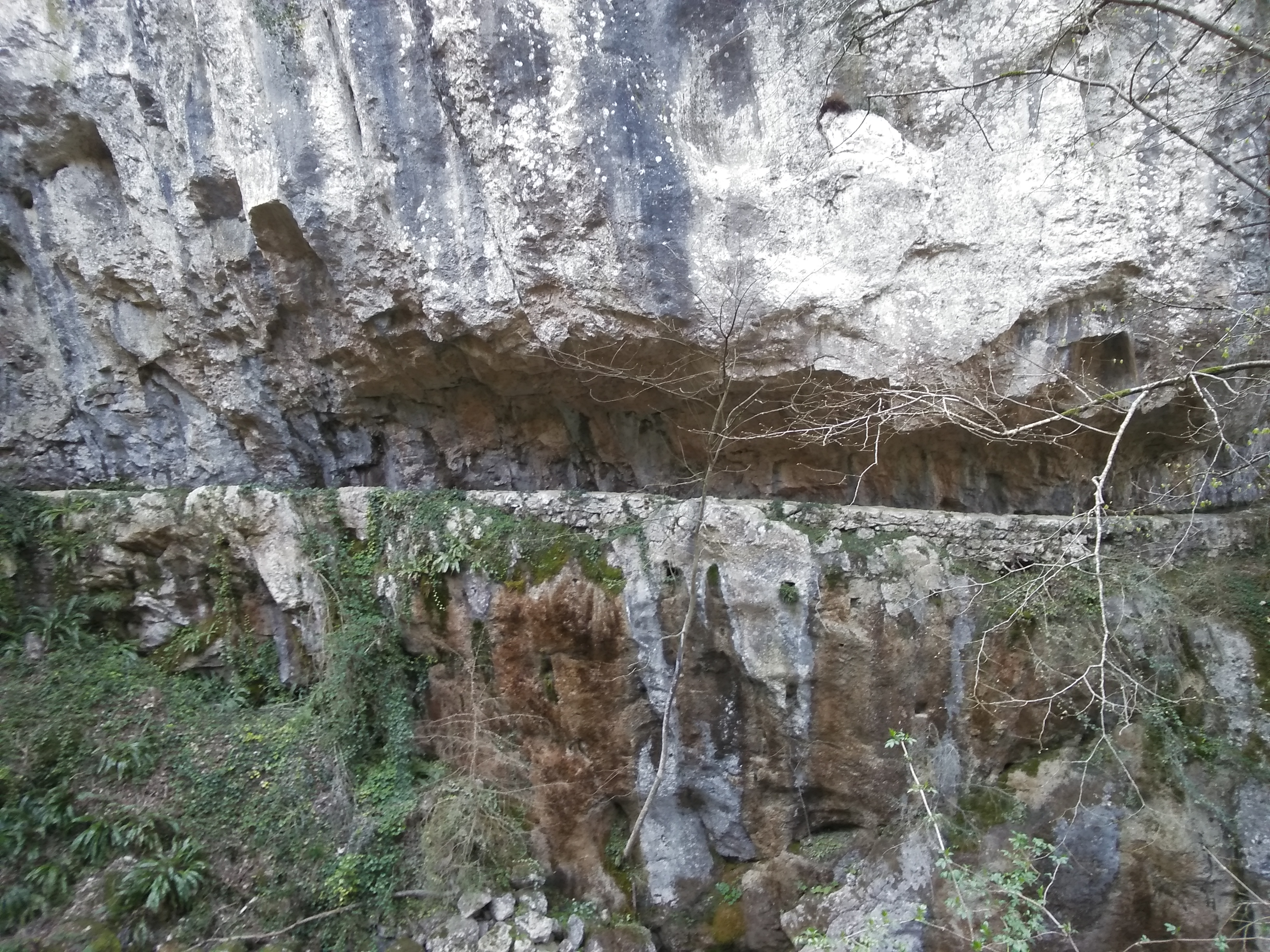
Canal rive gauche du Nan, tallé en encorbellement dans la falaise.
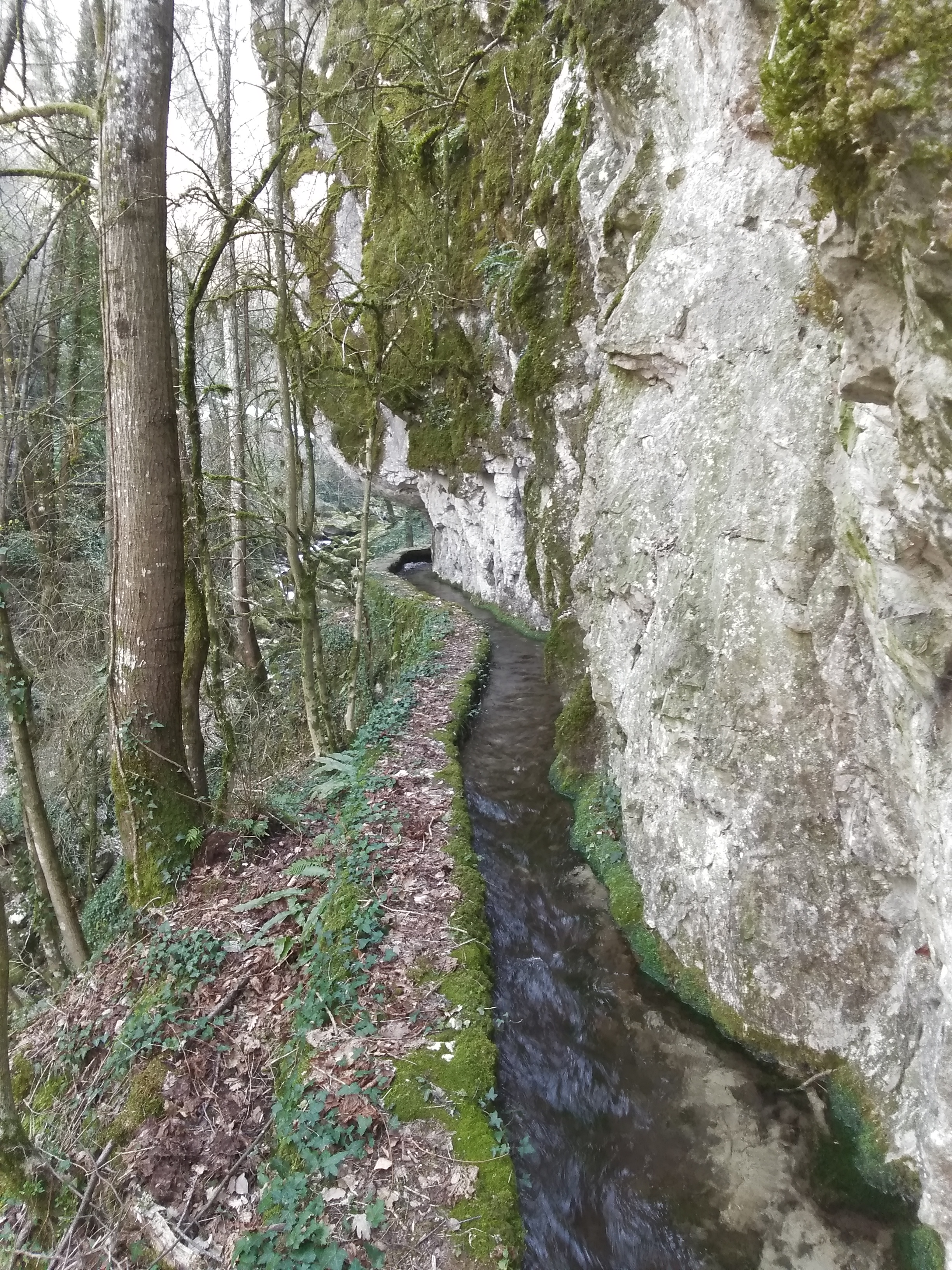
Canal rive gauche du Nan.
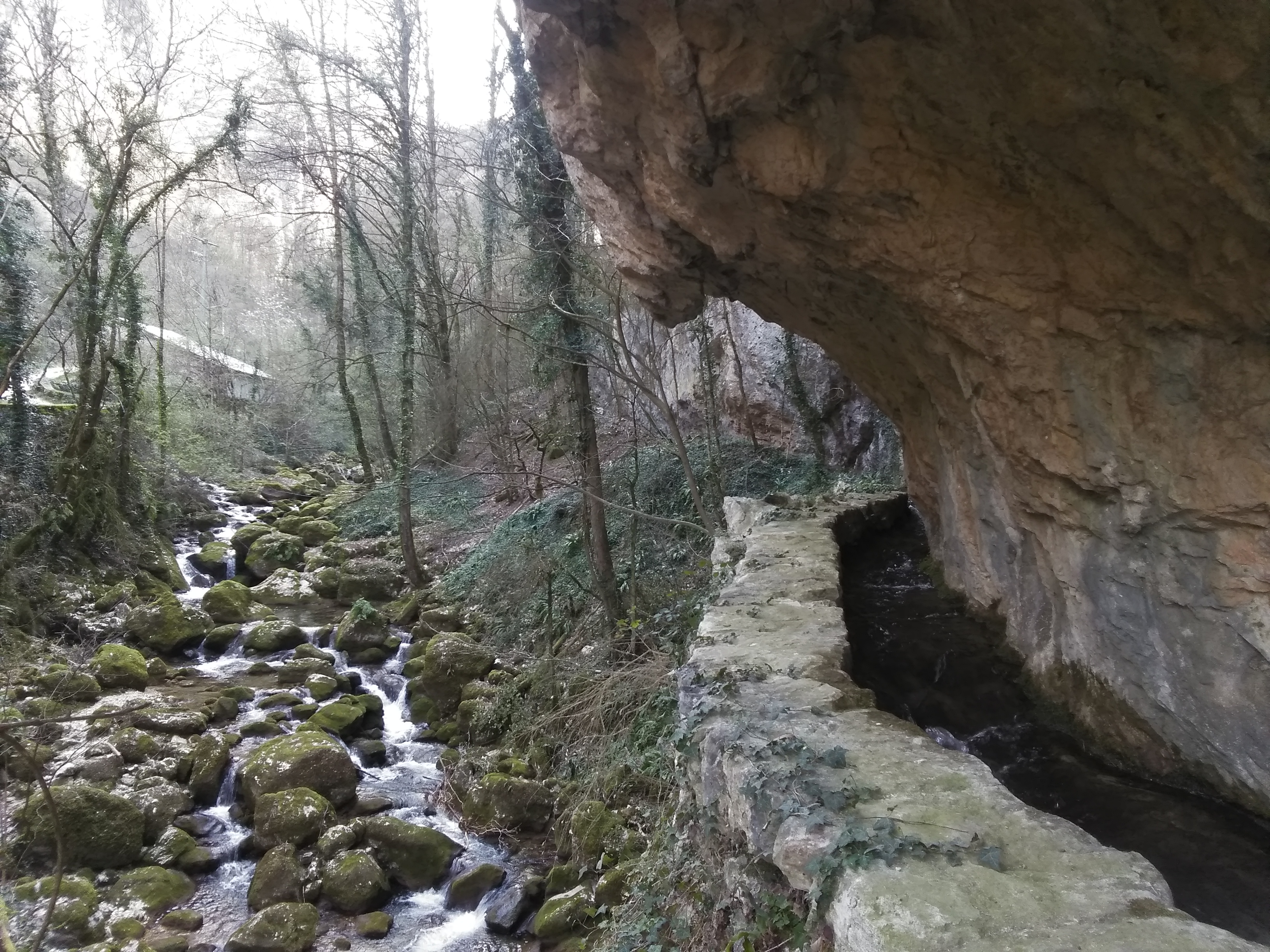
Canal rive gauche du Nan, tallé en encorbellement dans la falaise.

### Héraldique, logotype et devise
|  | Cognin-les-Gorges possède des armoiries dont l'origine et le blasonnement exact ne sont pas disponibles. |